# Crocodylus intermedius
El cocodrilo del Orinoco, caimán del Orinoco o caimán llanero (Crocodylus intermedius), es una especie de cocodrilo de la familia Crocodylidae, endémica de la cuenca del Orinoco, se le considera el mayor depredador de América Latina y una de las mayores especies de cocodrilo, con una longitud máxima registrada de siete metros, las poblaciones más importantes se localizan en los ríos Cojedes y Capanaparo, se caracteriza por tener un hocico más delgado que otras especies de cocodrilos, a excepción del gavial, su tronco robusto y aplanado es más ancho en la parte central que en los extremos, su superficie dorsal está cubierta con placas óseas mientras que los lados y el vientre no tienen osteodermo.
El cocodrilo del Orinoco es una especie oportunista que consume una amplia variedad de presas, desde ranas y serpientes hasta aves y mamíferos, aunque tiene preferencia por una dieta piscívora, se trata de un superdepredador, pues los adultos no tienen depredadores naturales, excepto el hombre, los huevos de este cocodrilo tienen como principal depredador al lagarto overo, y las crías recién nacidas a menudo son presa de muchas especies de aves y peces carnívoros.
Entre 1930 y 1960 la explotación comercial diezmó las poblaciones de cocodrilo del Orinoco en gran parte de su área de distribución, a partir de la década de 1970, se han estado reproduciendo en cautividad en Colombia y Venezuela con el objetivo de reintroducirlos en su hábitat natural, desde 1996, la Unión Internacional para la Conservación de la Naturaleza (UICN) considera que es una especie en peligro crítico de extinción (CR) después de haberlo clasificado en 1982 como especie en peligro (EN).
El cocodrilo del Orinoco es una de las mayores especies de cocodrilo, con una longitud máxima de siete metros, sin embargo estos tamaños corresponden a ejemplares gigantes, en los últimos cincuenta años no se ha medido ningún ejemplar macho de más de 5 metros, en el caso de las hembras, la mayor longitud registrada ha sido de 3,63 m, mientras que las crías al momento de su nacimiento rondan los 28 cm de longitud.
Su especie más emparentada desde un punto de vista genético es el cocodrilo americano (Crocodylus acutus), se diferencian en que el C. intermedius no presenta la elevación preorbital típica del C. acutus, pues tiene el hocico más acentuado y estrecho, además la sínfisis mandibular se extiende hasta el sexto diente en el C. intermedius, mientras que en el C. acutus solo llega hasta el cuarto o el quinto, también presentan diferencias en el escamado.
Su reproducción está asociada a las estaciones, las hembras ponen un promedio de 42 huevos, normalmente en los bancos de arena que quedan expuestos a lo largo de los ríos con la llegada de la estación seca, el periodo de incubación dura casi tres meses y el nacimiento está sincronizado con la llegada de las precipitaciones, en libertad un macho puede reproducirse con varias hembras durante la misma temporada reproductiva y de igual manera una hembra puede copular con hasta tres machos que son responsables de su descendencia situación conocida como paternidad múltiple.

## Descripción

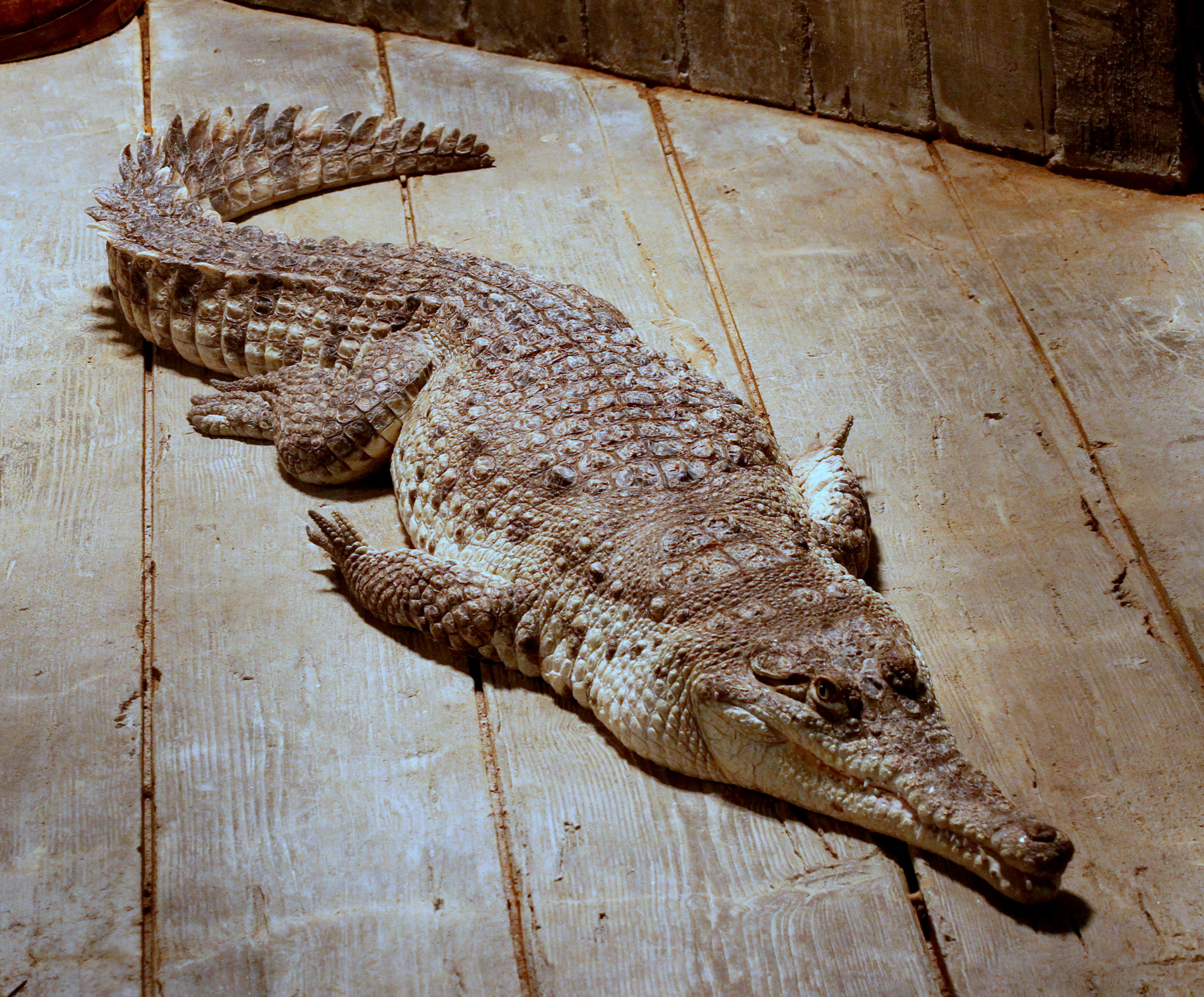
Cocodrilo del Orinoco

### Tamaño y peso
El cocodrilo del Orinoco es el depredador más grande de América Latina y uno de los reptiles vivos más grandes del planeta, ya que puede alcanzar excepcionalmente los 7 m de longitud. El tamaño medio de los machos oscila entre los 4,1 y 4,5 m de longitud y los 369 a 428 kg de peso;  las hembras son ligeramente más pequeñas, con una longitud de 3,06 m a 3,9 m y un peso que varía entre los 195 y los 211 kg.  En el año 1800, Aimé Bonpland midió un ejemplar de 6,78 metros, y según Donoso (1966), en los escritos del viaje de Jacinto de Carvajal a lo largo del río Apure en 1618, se menciona un cocodrilo con un tamaño de 6,96 m (25 pies españoles), aunque este último dato no se considera fiable.
Según un estudio realizado entre 2003 y 2006 por la estación biológica El Frío, el tamaño medio de las crías recién nacidas es de 28,6 cm de largo, oscilando entre 25 y 33,2 cm, y 66,9 g de peso, variando entre los 48 y 87,5 g, estos resultados obtenidos en cautividad corroboran los observados por otros autores como Colvée en 1999 para especímenes de Puerto Miranda.
Los datos sobre el crecimiento varían según los autores, Medem (1981), registra un crecimiento medio diario de 0,6 ± 0,24 mm y 4,04 g, mientras que Ramírez y Perilla (1991), estiman este en 1,24 mm y 27,7 g, por su parte Ramo et al. (1992), menciona que el crecimiento medio en cautividad es de 39 mm diarios para los machos y 33 mm para las hembras, y Blohm (1973) indica que pueden crecer hasta 0,89 mm/día. La variación en los resultados de los diferentes autores se debe a las diferencias en la temperatura del agua, el aire y la alimentación en los diferentes centros de cría donde se llevaron a cabo los estudios, como resultado de su investigación, Aldeima T. y Pérez T. concluyen que, en condiciones óptimas de cría, los cocodrilos del Orinoco tienen un crecimiento diario que varía de 17,6 a 34,3 mm y de 17,7 a 132,9 g durante los primeros once meses de vida.
El Cocodrilo del Orinoco es uno de los vertebrados con mayores variaciones ontogénicas, entre una cría recién nacida de 28 cm y un adulto grande de 6 m, el tamaño se multiplica por más de 20, sin embargo, a diferencia de otras especies de cocodrilos su morfología, a excepción de las placas de la cresta caudal no cambia sustancialmente con la edad.

### Color de piel
El cocodrilo del Orinoco presenta tres patrones de coloración bien diferenciados, todos ellos con la zona ventral blanca.  El «Amarillo», con espalda y laterales claros, el «Mariposo», con manchas negras y la espalda verde grisácea, fruto de la presencia de algas verdes en sus escamas,  y el «Negro», una forma melánica caracterizada por la espalda y costados grises oscuros o negruzcos. En Colombia están presentes los tres patrones, mientras que en Venezuela, solo se encuentran el amarillo y el negro; los ejemplares de color negro suelen ser más grandes, agresivos y atacan a sus presas generalmente bajo el agua.
Los ejemplares jóvenes tienen los costados y la parte posterior del cuerpo de color gris claro sin rastro de verde, con manchas marrones, grises oscuras e incluso negras, dispuestas de forma irregular y no compactada desde el cuello hasta la punta de la cola.  Su vientre es de color blanco desde la punta del hocico hasta el orificio anal, mientras que la parte ventral de la cola, también de color blanco, todavía está cubierta con manchas oscuras de tamaño variable.

### Cabeza

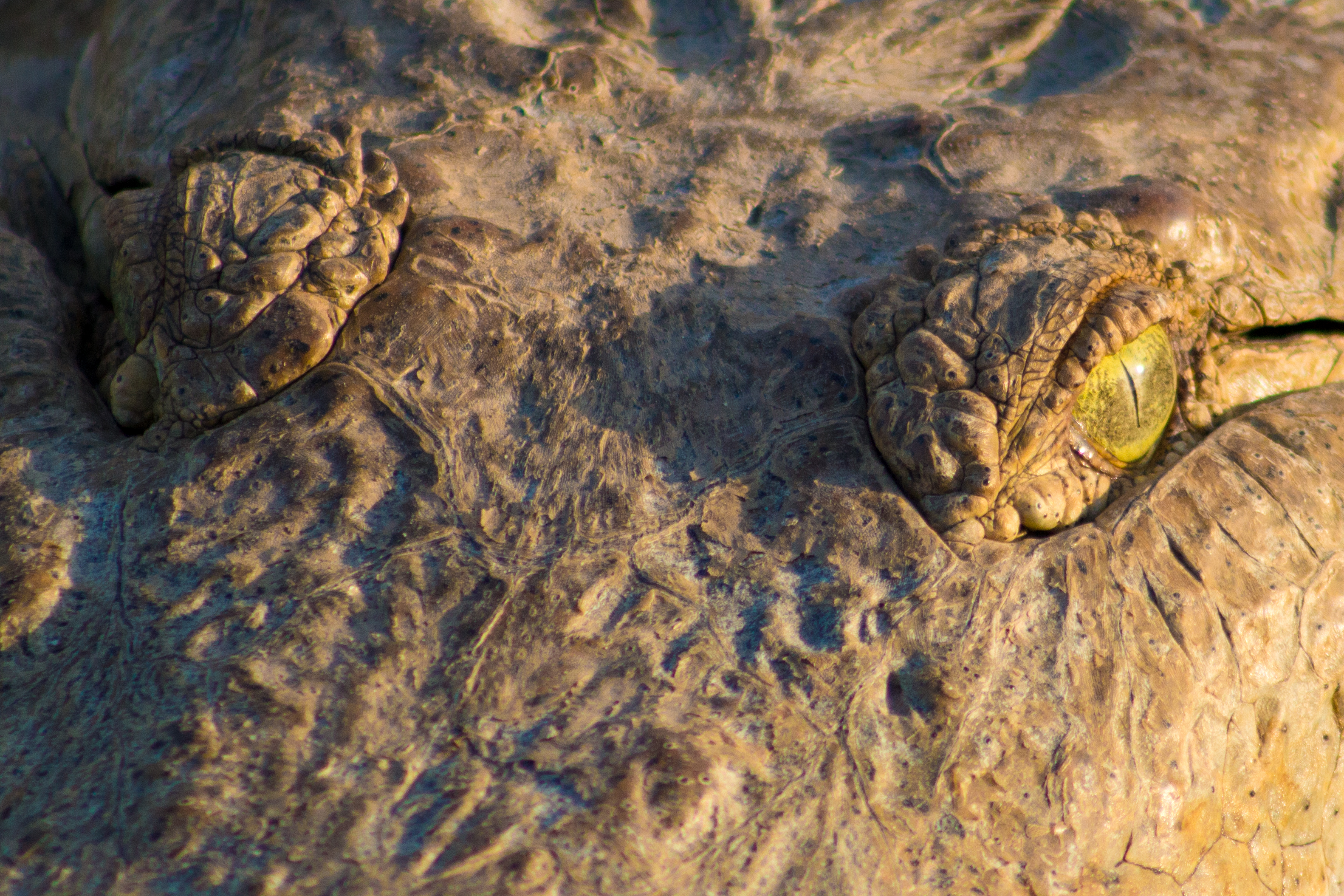
Vista de la parte superior del cráneo y los ojos de un cocodrilo del Orinoco.

La cabeza es oblonga, siendo más del doble de larga que de ancha, la parte superior está cubierta por una placa ósea, el hocico es convexo, alargado y más delgado que el de otros cocodrilos a excepción de los gaviales, su extremo es liso, redondeado y tiene una pequeña elevación. La sínfisis mandibular al nivel del sexto diente y la contracción del hueso maxilar que coincide con el 4º diente son características de la familia Crocodylidae,  la mandíbula superior se compone de 18 dientes en cada lado mientras que la inferior de 16. Las fosas nasales redondeadas se encuentran en un terraplén membranoso a unos 2,50 cm de la punta del hocico, los protuberantes ojos están ligeramente incrustados en el cráneo y dispuestos longitudinalmente, los párpados son ásperos y escamosos, el iris es de color verde intenso, mientras que la pupila es vertical y negra.

### Cuerpo
El tronco robusto y aplanado, es más ancho en la parte central que en las extremidades; la cola tiene una forma prismática, ancha y musculosa en la parte anterior, se estrecha y comprime lateralmente de manera progresiva hacia la punta; las extremidades posteriores son robustas, con cuatro dedos conectados por una membrana interdigital bien desarrollada, mientras que las extremidades anteriores son menos robustas y llevan cinco dedos sin membrana; la piel de las piernas, cuello y costados está cubierta con pequeñas placas dérmicas que pueden ser redondeadas, ovaladas, cuadrangulares o romboidales. 
El dorso está recubierto por unas placas óseas denominadas osteodermo; si se observa transversalmente, está compuesto generalmente por cuatro placas redondeadas situadas en la continuidad del cráneo y dispuestas en una fila seguidas de dos filas cervicales, la primera compuesta por cuatro o cinco placas trapezoidales y la segunda por dos más redondeadas; las placas dorsales, están dispuestas en dieciséis o diecisiete hileras, la primera y última compuestas por cuatro o cinco placas y las centrales por siete u ocho. 
Los flancos y el vientre carecen de osteodermo, las placas ventrales son parches de piel de forma bastante rectangular dispuestas en hileras transversales, entre veinticinco y veintiocho; presentan órganos sensoriales integumentarios, que demuestran que pueden detectar cambios en la presión osmótica del agua. Las escamas del cocodrilo del Orinoco son más duras que las de otras especies de cocodrilos y están compuestas por una especie de calcio parecido al de los huesos.

## Distribución y hábitat

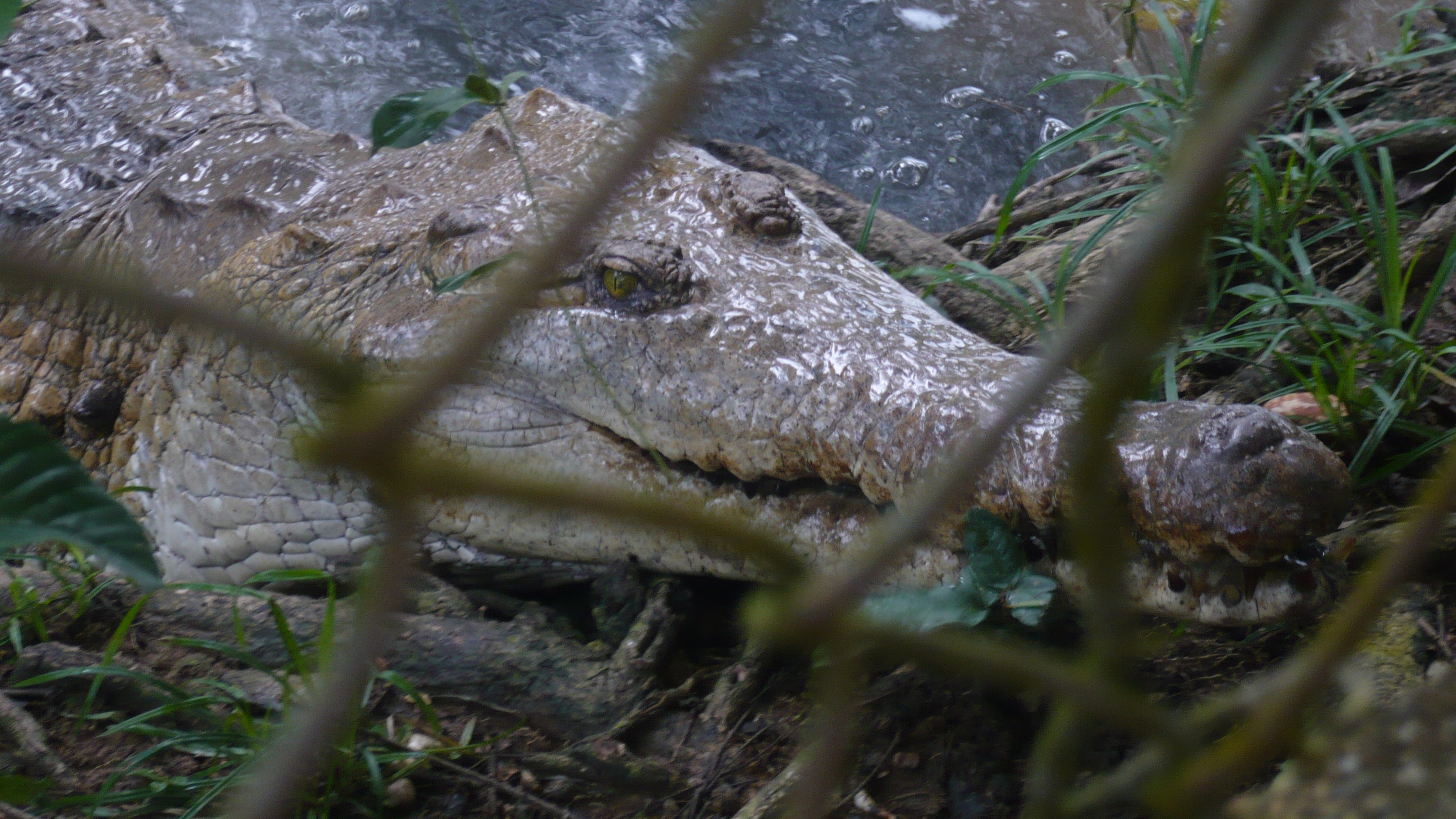
Cocodrilo del Orinoco en cautiverio en el estado Amazonas, Venezuela.

Es una especie endémica de la cuenca del río Orinoco entre Colombia y Venezuela, aunque se han visto algunos ejemplares en las islas de Trinidad y Granada probablemente transportados por la corriente tras las inundaciones. Su área de distribución cubre unos 600 000 km².
Habitan principalmente en ríos de gran cauce y de aguas turbias. Su distribución actual está muy fragmentada, por lo que es poco probable que las poblaciones persistentes conformen una metapoblación. En cada una de las localidades donde se encuentran las poblaciones actuales, la especie enfrenta amenazas de diversa índole (cacería, muertes incidentales en redes de pesca, contaminación de los ríos y colecta de huevos y neonatos). Hasta el momento no se ha logrado establecer de forma definitiva la razón por la cual su distribución nunca se extendió a través del río Casiquiare, hacia la cuenca del Amazonas; anteriormente su distribución en Venezuela era amplia en las tierras bajas de la cuenca del Orinoco, fundamentalmente a lo largo de las llanuras y sabanas inundables, además se extendía a las áreas selváticas del sur del país y hábitats adecuados hacia el piedemonte andino. En la actualidad se encuentra restringido a menos de 15 subpoblaciones dispersas en su área de distribución original, pero de igual manera existen otros torrentes como el sistema del río Cojedes, Caño Macanillal, río Capanaparo, río Apure y río Manapire en Guárico, donde también se puede encontrar esta especie. Actualmente las poblaciones existentes en Venezuela ocupan solo el 5 % de su área de distribución original.
Informes antiguos proporcionan información precisa sobre el hábitat histórico de esta especie, ubicándola a nivel de los grandes ríos de la región de los Llanos, entre Colombia y Venezuela. Así, según Codazzi (1841), habita en ríos y lagos a menos de 585 m s. n. m., particularmente en los Llanos de Apure. Humboldt (1800), Páez (1868) y Calzadilla (1940), observaron la presencia de este reptil en los ríos Orinoco, Apure, Portuguesa y Arauca. Seijas y Chávez (2000) y Llobet y Seijas (2002), informan que las mayores poblaciones de cocodrilos del Orinoco sobrevivientes a la caza intensiva para fines comerciales están en el nivel de los ríos Cojedes y Capanaparo.
El C. intermedius es una especie que habita en agua dulce, aunque avistamientos en la isla de Trinidad sugieren que puede tolerar las aguas salobres, como las del delta del Orinoco, el cocodrilo del Orinoco adulto realiza dos migraciones anuales, una durante la estación seca, donde se encuentra mayormente en las cuencas de los principales ríos y lagunas profundas, mientras que durante la temporada de lluvias, los adultos se desplazan grandes distancias a través de la sabana, no obstante algunos individuos tienen áreas de dispersión anuales de menos de 1 km, durante este período, el cocodrilo prefiere lagos conectados a ríos o meandros cuya corriente es menor. Los cocodrilos adultos no toleran la compañía de ejemplares juveniles de su propia especie, ni de cualquier otra especie de cocodrilos o caimanes (como el caimán de anteojos), aunque se encontraron excepciones durante la estación seca, su relación con las demás especies de cocodrilos o caimanes, viene determinada por el tamaño de los ejemplares, dominando el individuo de mayor tamaño con independencia de la especie.
Las crías son protegidas por su madre durante los primeros 2 a 3 meses de vida, estas se resguardan en el río, entre la vegetación acuática cerca de su nido, los juveniles prefieren el agua estancada, cubierta con vegetación acuática abundante, tales como estanques, lagunas y pantanos, pues este entorno les permite protegerse de los depredadores. Medem y Humboldt (1800) informaron que los jóvenes cocodrilos prefieren estanques y ríos estrechos menos profundos. Por su parte, Gorzula et al. (1988), analizando las características hidrológicas de quince localidades donde habita el reptil, encuentra que se distribuye principalmente en los grandes ríos de los Llanos a baja altitud, y que la fuerza de la corriente no parece ser un parámetro influyente en la determinación de su distribución. A diferencia de los adultos, los jóvenes suelen permanecer en la misma zona durante todo el año, moviéndose apenas un centenar de metros, sin embargo, las grandes inundaciones aumentan su velocidad de dispersión.

## Biología y comportamiento

### Reproducción y cuidado de los padres

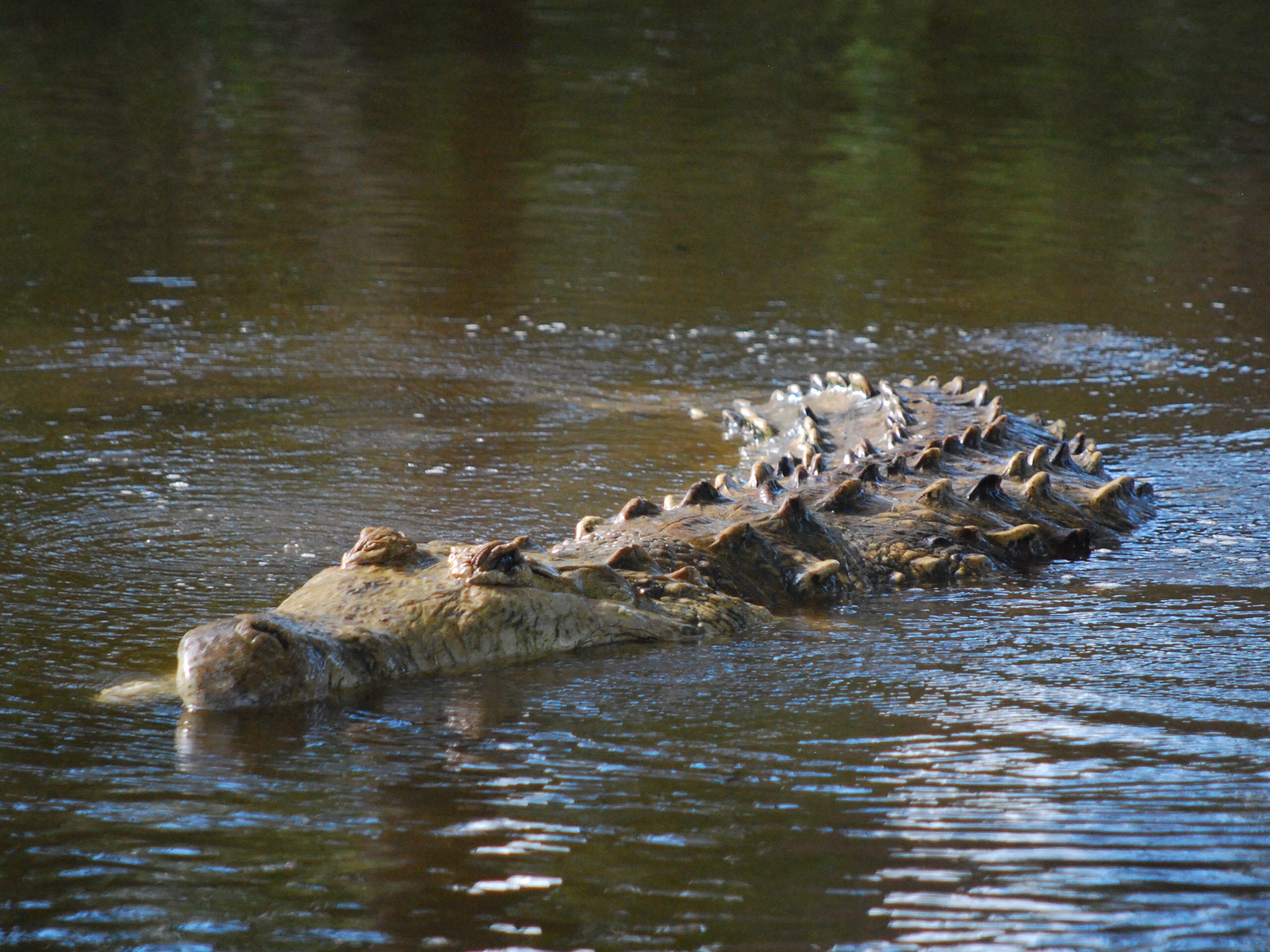
Cocodrilo del Orinoco en la Estación Biológica el Frío.

Desde principios de octubre hasta mediados de diciembre los machos adultos comienzan a emitir regularmente sonidos guturales, estos sonidos estimulan la respuesta de los otros machos y son la muestra de un comportamiento de cortejo y de territorialidad, durante este período se observan en mayor medida los actos de copulación.
El apareamiento se lleva a cabo alrededor de dos meses antes de la puesta de huevos, luego de que el macho logra atraer a la hembra por medio de la estimulación a través de señales visuales, acústicas y táctiles, ambos cocodrilos completan su cortejo frotando mandíbulas, cuello y flancos, giran en círculos y emiten siseos y burbujeos, también el macho se acerca a la hembra y emite vibraciones dorsales subaudibles. La copulación tiene lugar en el agua y el macho suele hundir a la hembra y colocarse en posición lateral, envolviéndola con su cola, permitiendo que las cloacas se alineen, entonces, permanecen en esta posición durante 3,30 minutos aproximadamente, mientras que ambos se sumergen y salen a la superficie alternativamente. En comparación, el apareamiento dura entre cinco y quince minutos para C. palustris, entre cinco y diez minutos para C. moreletii, y entre diez y ciento veinte segundos para C. niloticus.
El cocodrilo del Orinoco pone sus huevos en agujeros, unos días antes de la puesta la hembra busca el lugar adecuado para cavar un nido y poner sus huevos allí, este comportamiento se puede observar desde la primera semana de enero, la hembra excava el nido con sus patas traseras, por lo tanto, las hembras más grandes que tienen extremidades más largas tienden a hacer nidos más profundos. Los nidos tienen forma elíptica o casi circular, con un promedio de unos 30 cm para el eje menor y aproximadamente 35 cm para el eje principal, la profundidad media de un nido es de alrededor de 42,5 cm.
Durante la puesta las contracciones pélvicas que provocan la salida de los huevos se producen de manera irregular, con un intervalo de tiempo de entre 20 a 90 segundos, el tiempo de puesta total varía de 50 a 73 minutos, posteriormente la hembra entierra su nido usando sus patas traseras. Según Andrés E. Seijas et al., los especímenes salvajes ponen un promedio de entre 38 a 44 huevos, la cantidad máxima que se ha observado es de 66 huevos, los nidos excavados en las riveras a lo largo de los ríos o en los bancos de arena que emergen al comienzo de la estación seca anual, es decir, entre enero y febrero.  Los huevos del cocodrilo del Orinoco son lisos y elípticos, de 691 huevos medidos y pesados entre 2003 y 2006 por la estación biológica venezolana El Frío, las medidas promedio de longitud, ancho y peso fueron respectivamente de 7,61 cm, 4,73 cm y 111,07 g, la longitud varía entre 6,60 y 8,55 cm, el ancho entre 4,00 y 7,90 cm y el peso entre 85 y 133 g., los huevos recién puestos son translúcidos y están cubiertos con una sustancia mucosa, unas pocas horas después de la puesta una banda blanca opaca comienza a aparecer y cubre toda la superficie del huevo después de un período que va de 53 a 58 días, el incremento de esta banda es continuo en los 10 primeros días y transcurrido ese tiempo su evolución es muy variable.
Las crías salen del cascarón coincidiendo con la época de lluvias, durante la subida del nivel de los ríos, después de un período de entre 70 y 90 días. Luego de este período de incubación las crías comienzan a emitir sonidos de contacto, que animan a su madre a abrir el nido apartando la arena para sacarlos, posteriormente la hembra los toma suavemente en su boca, colocándolos al nivel de la región gular para después transportarlos a la zona de agua más cercana con vegetación acuática (Eichhornia sp.) hasta 100 m del nido. Al igual que con otros cocodrilos el sexo de las crías está determinado por la temperatura de incubación de los huevos, serán hembras si los huevos son incubados a menos de 30° en el nido y machos si la temperatura es mayor.
En la naturaleza, cuando una hembra detecta la presencia de un intruso cerca de su nido, puede adoptar diferentes posturas; la inmersión en agua con solo la parte superior de la cabeza visible, la inmersión en agua con la zona dorsal y cabeza afuera, o la inmersión total, inusualmente, la hembra puede emerger violentamente del agua, con su cuerpo inflado mientras avanza agitada, emitiendo gruñidos, aunque esta actitud agresiva se trata solo de intimidación puede atacar si es necesario. Las hembras en cautiverio son más agresivas, salen bruscamente fuera del agua emitiendo siseos, gruñidos o chasqueando sus mandíbulas y permanecen en el nido hasta que el intruso se retire. Después de la eclosión de los huevos, la hembra permanece cerca de sus crías y las defiende agresivamente, para ello infla su cuerpo, silba, gruñe y chasquea sus mandíbulas, los cocodrilos pequeños dejan a sus madres cuando tienen de 2 a 3 meses de edad. En 2006, Antelo observó por primera vez en la naturaleza a un macho dando alimento a una hembra que vigilaba el nido, un comportamiento que nunca se ha descrito hasta ahora en ninguna otra especie de cocodrilo.
La hembra alcanza la madurez sexual cuando tiene unos 250 cm de largo, este resultado se obtiene a partir de un estudio acerca de la profundidad de los nidos, de hecho, a partir de 30 cm de profundidad, la variación de temperatura es de solo 1,3 °C, lo que aseguraría el buen desarrollo de los huevos. Sin embargo, esta profundidad solo podría ser alcanzada por las hembras con un tamaño de al menos 247 cm, según las estimaciones de Thorbjarnarson (1987), a partir de especímenes en cautiverio, la madurez sexual en las hembras se alcanza cuando tienen entre 240 y 260 cm de longitud, a una edad de entre 7 y 10 años, los machos por otra parte, son sexualmente maduros cuando tienen una longitud de al menos 300 cm entre los 9 y 12 años de edad.

### Depredadores
Los cocodrilos del Orinoco adultos no tienen depredadores naturales. Willington Martínez, especialista en reptiles, menciona que el cocodrilo del Orinoco está en la cima de la cadena alimenticia y es el mayor depredador en el ecosistema del río Orinoco y sus afluentes; sin embargo, los huevos y los ejemplares juveniles forman parte de la dieta de varias especies de animales. El principal depredador de huevos de cocodrilo del Orinoco es el lagarto overo (Tupinambis teguixin), pues este es responsable de al menos el 75 % de los huevos destruidos. Algunas observaciones sugieren que estos lagartos tienden a consumirlos durante las primeras semanas de incubación, probablemente atraídos por el olor de los fluidos que los impregnan luego de la puesta.
El oso hormiguero gigante (Myrmecophaga tridactyla) consume los huevos entre la mitad y el final del período de incubación, posiblemente atraídos por las hormigas que andan en busca de los que están podridos. Entre el 9 y el 20  % de los huevos son destruidos por el oso hormiguero que excava los nidos y los rompe con sus garras para comer su yema.
El carancho norteño (Caracara cheriway) de vez en cuando puede comer huevos cuando son desenterrados por otros depredadores. Por último, los huevos pueden ser destruidos accidentalmente por otros cocodrilos o tortugas terecay (Podocnemis unifilis) que anidan en los mismos lugares.

Durante su primer año los cocodrilos del Orinoco son presa fácil de diferentes especies, de hecho, después de la eclosión durante el viaje desde el nido hasta el agua y a pesar de la atención de su madre, pueden ser capturados por las aves rapaces como el caracara, el chimachimá (Milvago chimachima) o el hocó colorado (Tigrisoma lineatum). En el agua, se enfrentan a muchos peces carnívoros y diversas especies de pirañas como: (Pygocentrus cariba, Serrasalmus altuvei, Serrasalmus elongatus, Serrasalmus irritans, Serrasalmus medinai, Serrasalmus rhombeus)(Hoplias malabaricus, Hydrolycus armatus, Ageneiosus inermis, Brachyplatystoma vaillantii, Leiarius longibarbis, Phractocephalus hemioliopterus, Pseudoplatystoma orinocoense, Pseudoplatystoma metaense). La nutria gigante también es un predador potencial para las crías, aunque esto no se pudo observar directamente; de igual modo una anaconda verde adulta (que puede devorar a un caimán de anteojos de hasta 2 m), el puma y el jaguar demuestran ser depredadores potenciales para un cocodrilo del Orinoco juvenil.

Ejemplos de depredadores del cocodrilo del Orinoco
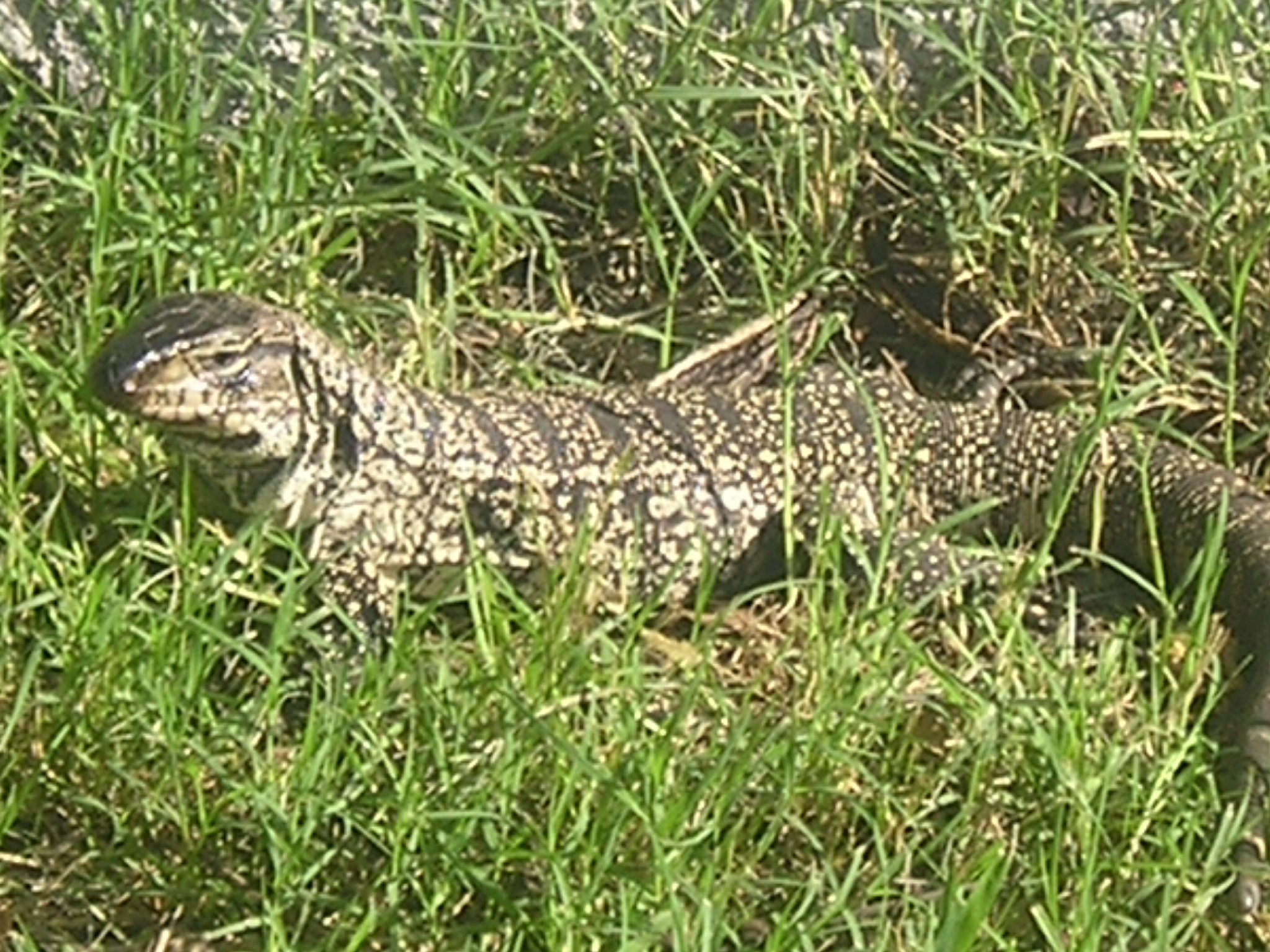
Lagarto overo
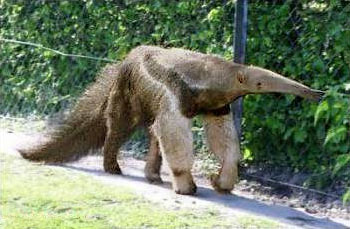
Oso hormiguero gigante
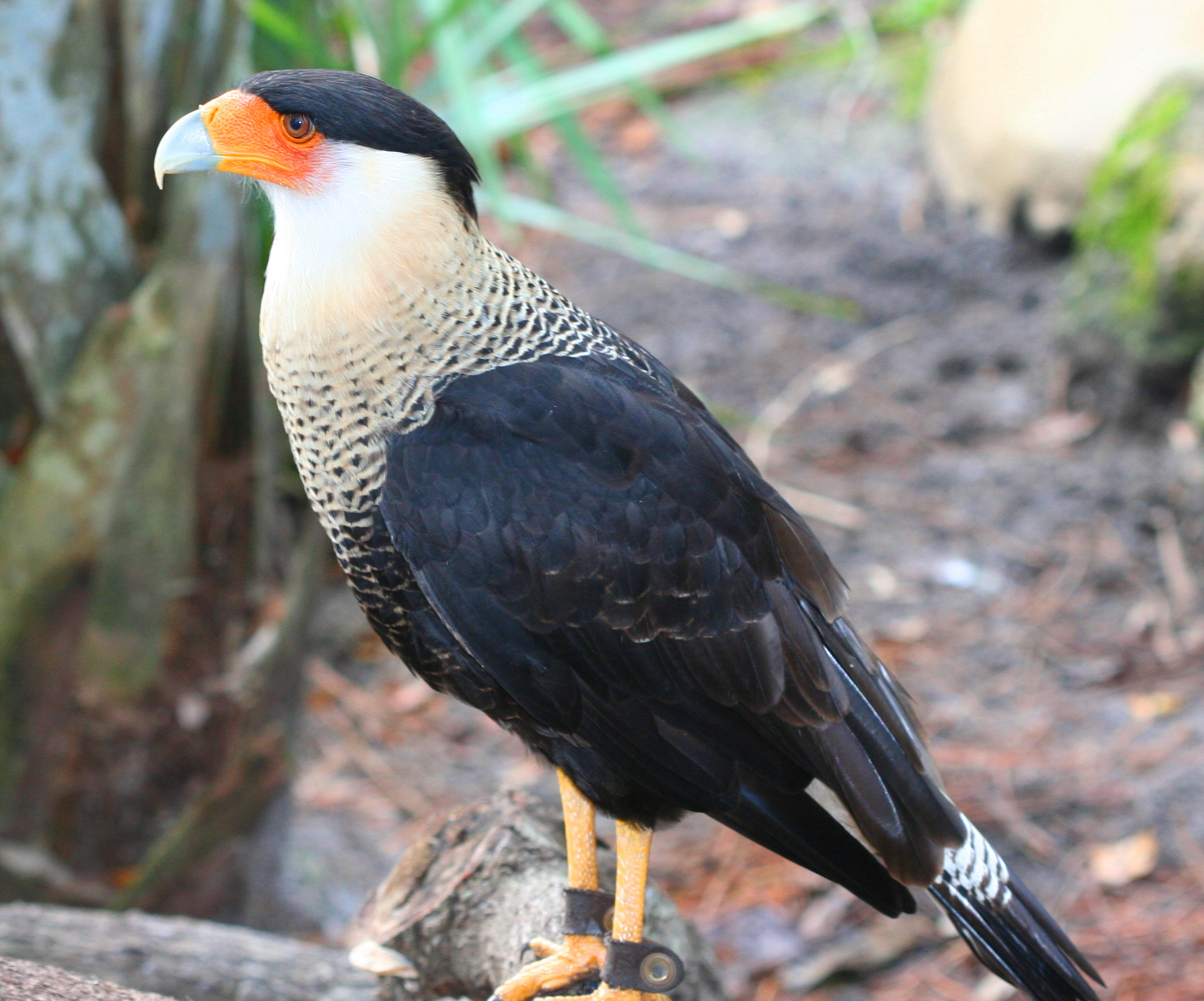
Carancho norteño
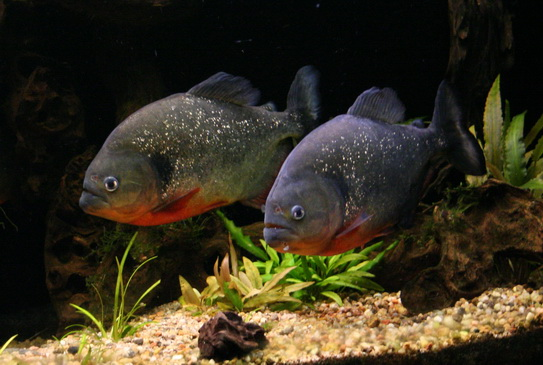
Piraña
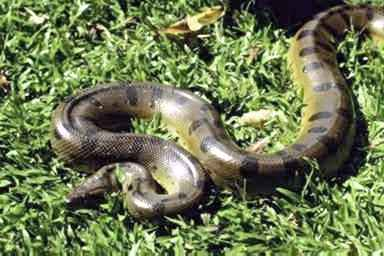
Anaconda verde
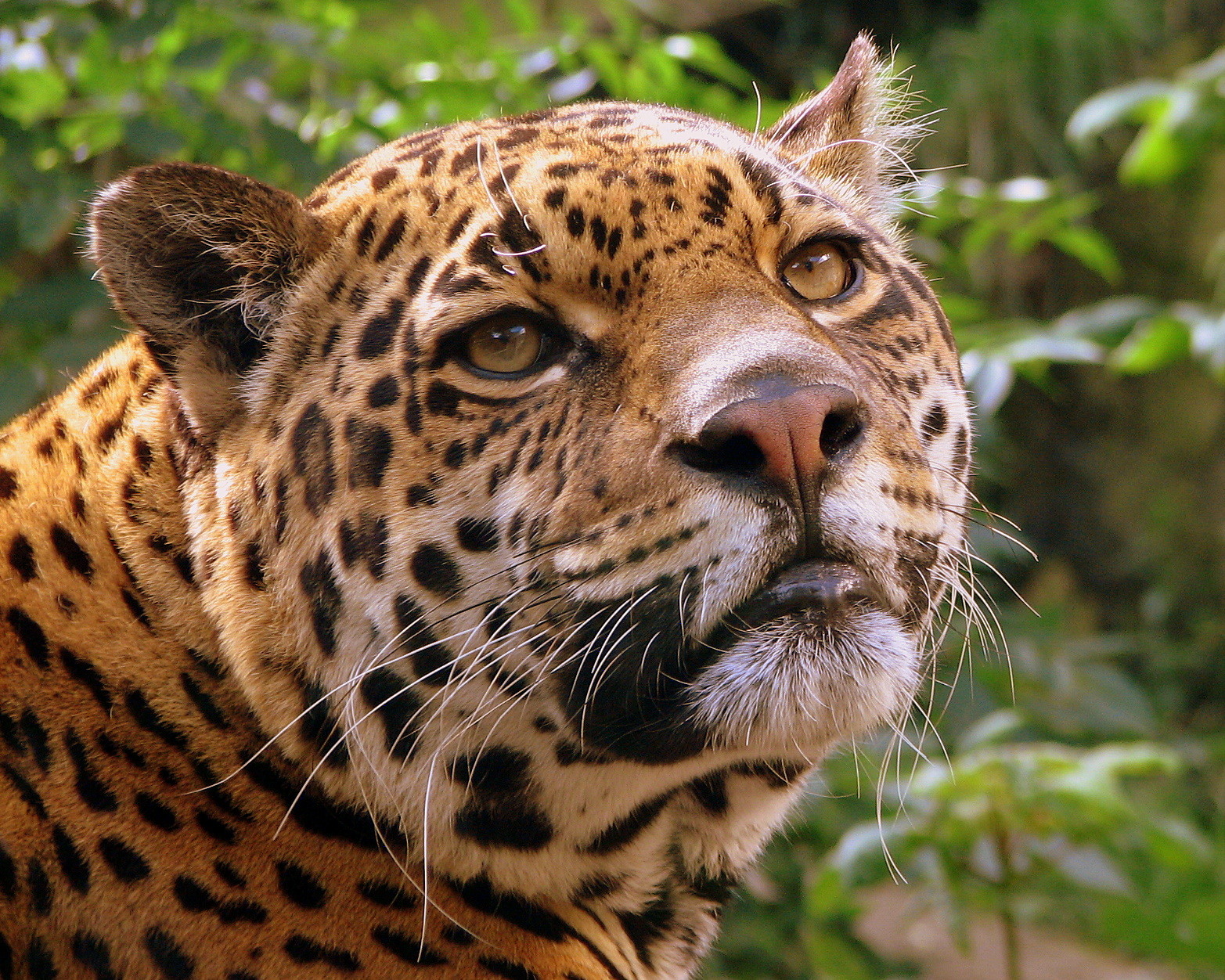
Jaguar

### Alimentación
El cocodrilo del Orinoco es carnívoro, se considera una especie oportunista porque se alimenta de una gran variedad de presas, aunque tiene preferencia por un régimen piscívoro, su dieta varía en función del tamaño, por lo tanto, las crías recién nacidas se alimentan de insectos y otros invertebrados pequeños, a medida que van creciendo incorporan a su dieta peces, ranas, serpientes, aves y mamíferos. Durante su investigación en el río Cojedes en Venezuela Seijas (1998), encontró que los cocodrilos jóvenes de menos de 80 cm de longitud incluyen en su dieta peces de la familia Doradidae, escarabajos de las familias Carabidae y Scarabaeidae, de igual modo escarabajos acuáticos de varias familias Belostomatidae, Hydrophilidae y Dytiscidae, también otros insectos como saltamontes y mariposas, además de cangrejos (Poppiana dentata), camarones (Macrobrachium sp.), caracoles (Thiara sp.), roedores de la familia Cricetidae, ranas de la familia Leptodactylidae entre otros.
Los adultos son capaces de capturar peces de más de 30 cm, anacondas de hasta 2 m, mamíferos de por lo menos 30 kg y a veces incluyen en su dieta carroña. En un análisis del contenido estomacal de once especímenes en 1958, el herpetólogo Fred Medem descubrió que habían consumido peces de varios tamaños entre los cuales se encontraban especies como Pimelodus clarias, Pimelodella chagresi y Sorubim lima, también se encontraron restos de roedores grandes como capibaras (Hydrochoerus hydrochaeris), roedores medianos, agutíes (Dasyprocta), y plumas pertenecientes a cormoranes (Phalacrocorax brasilianus);  los cocodrilos también ingirieron varias plantas y una cantidad significativa de piedras. Tortugas de los géneros Podocnemis y Phrynops también pueden ser parte de su régimen alimenticio. Especies como Podocnemis unifilis, Phrynops geoffroanus y Podocnemis vogli se encuentran entre su alimentación; también pueden cazar aves como: Anhinga anhinga, Ardea alba, Egretta caerulea, Bubulcus ibis, Butorides striata, Phalacrocorax brasilianus, Syrigma sibilatrix, Pilherodius pileatus, Nyctanassa violacea, Tigrisoma fasciatum, Tigrisoma lineatum, Botaurus pinnatus, Dendrocygna bicolor, Dendrocygna autumnalis, Dendrocygna viduata.
Donoso (1966), señala que a veces el cocodrilo del Orinoco puede depredar caimanes de anteojos, Antelo (2008), también describe un caso de canibalismo, por último, también puede cazar animales domésticos tales como cerdos, perros y terneros que se acercan al borde de los ríos durante la estación seca para beber agua o bañarse.

Ejemplos de presas del cocodrilo del Orinoco
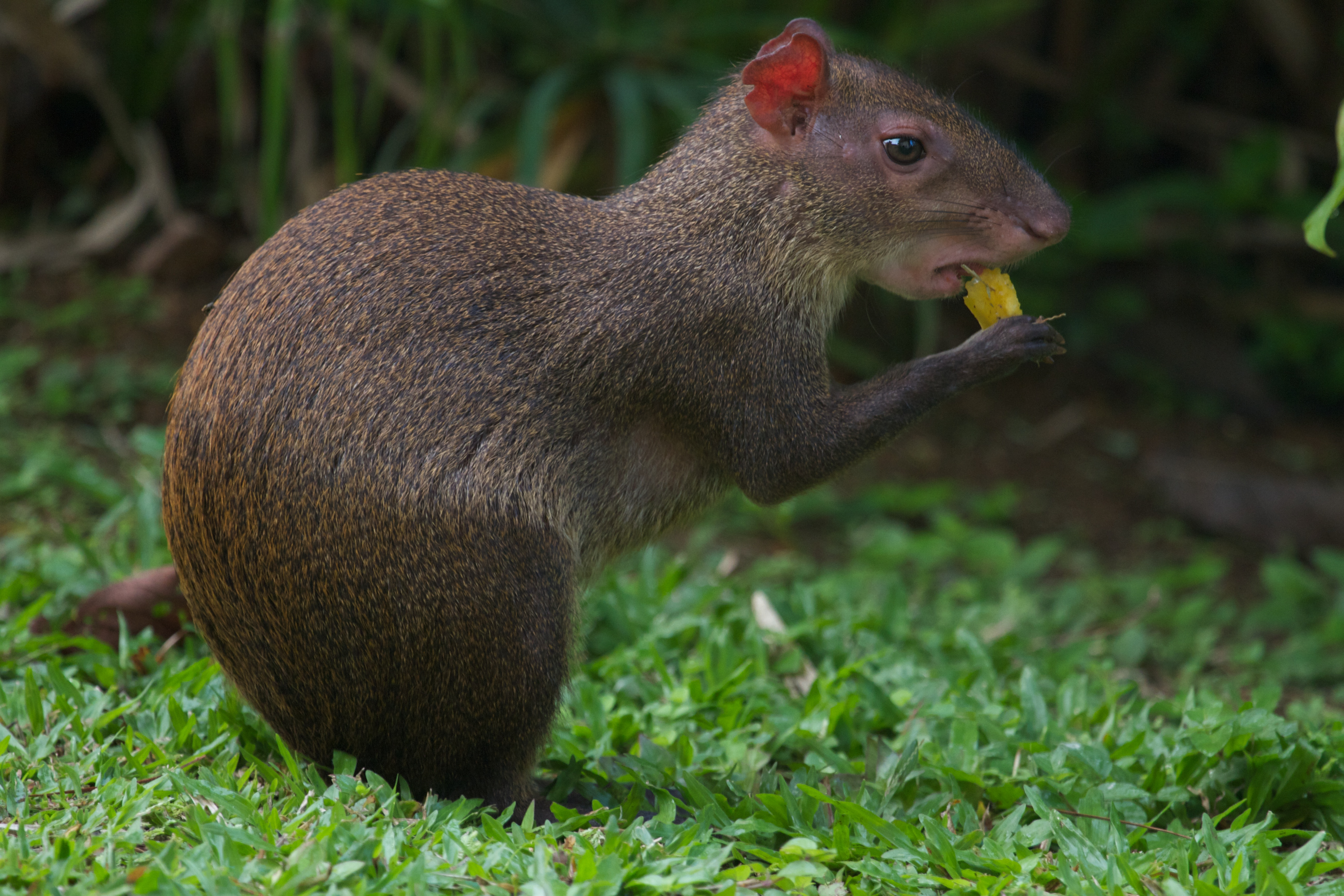
Agutí
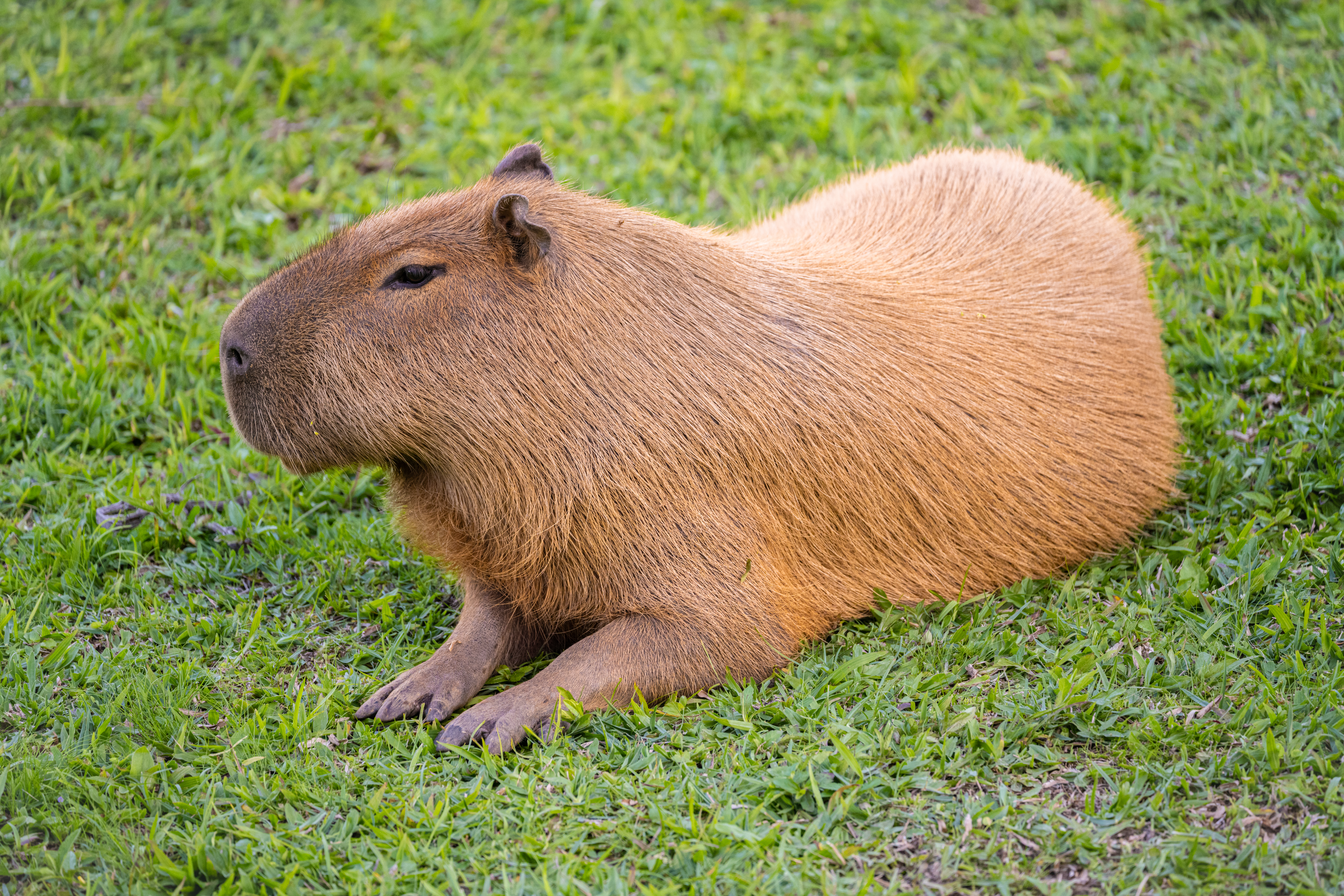
Capibara
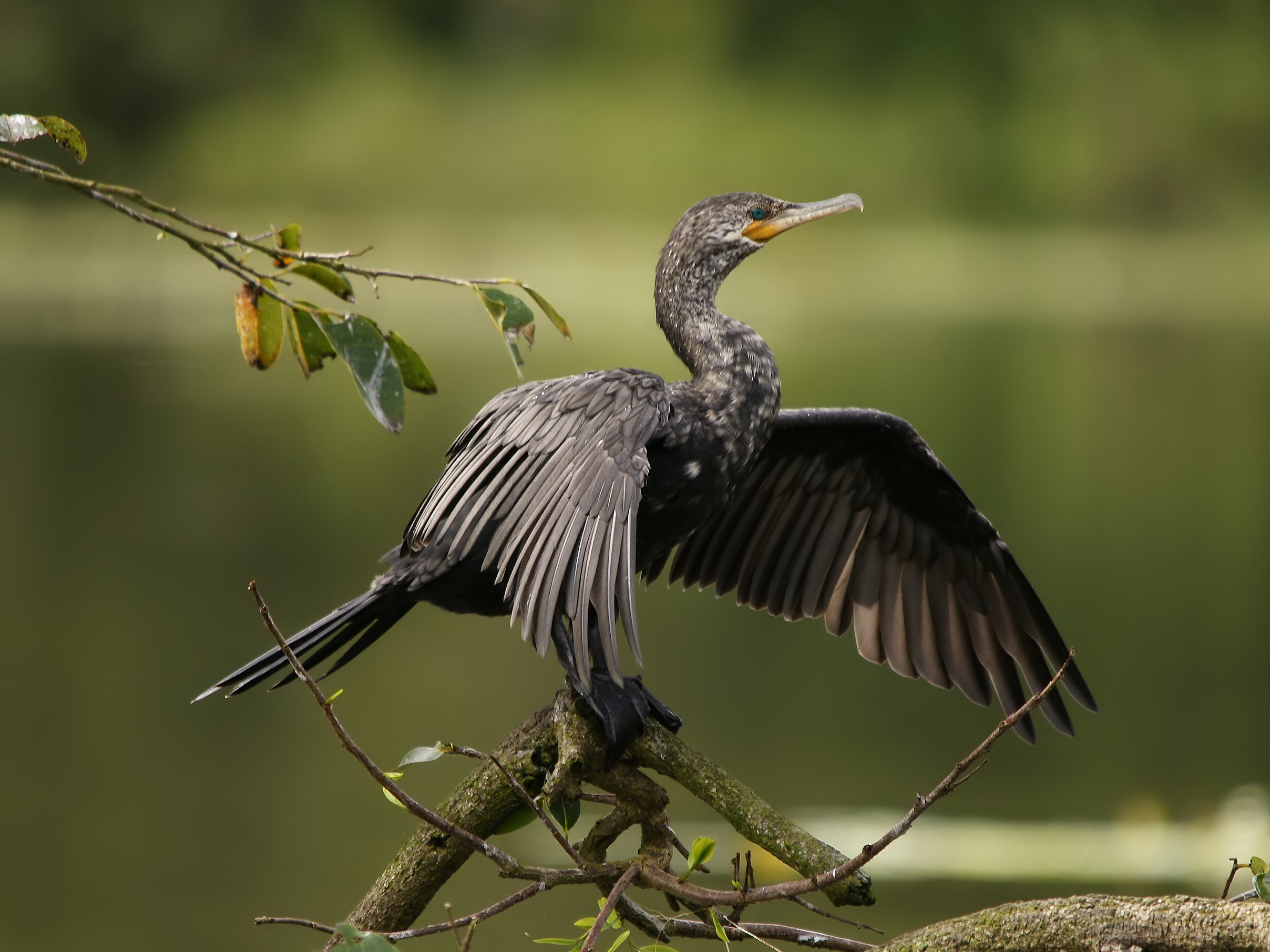
Cormorán
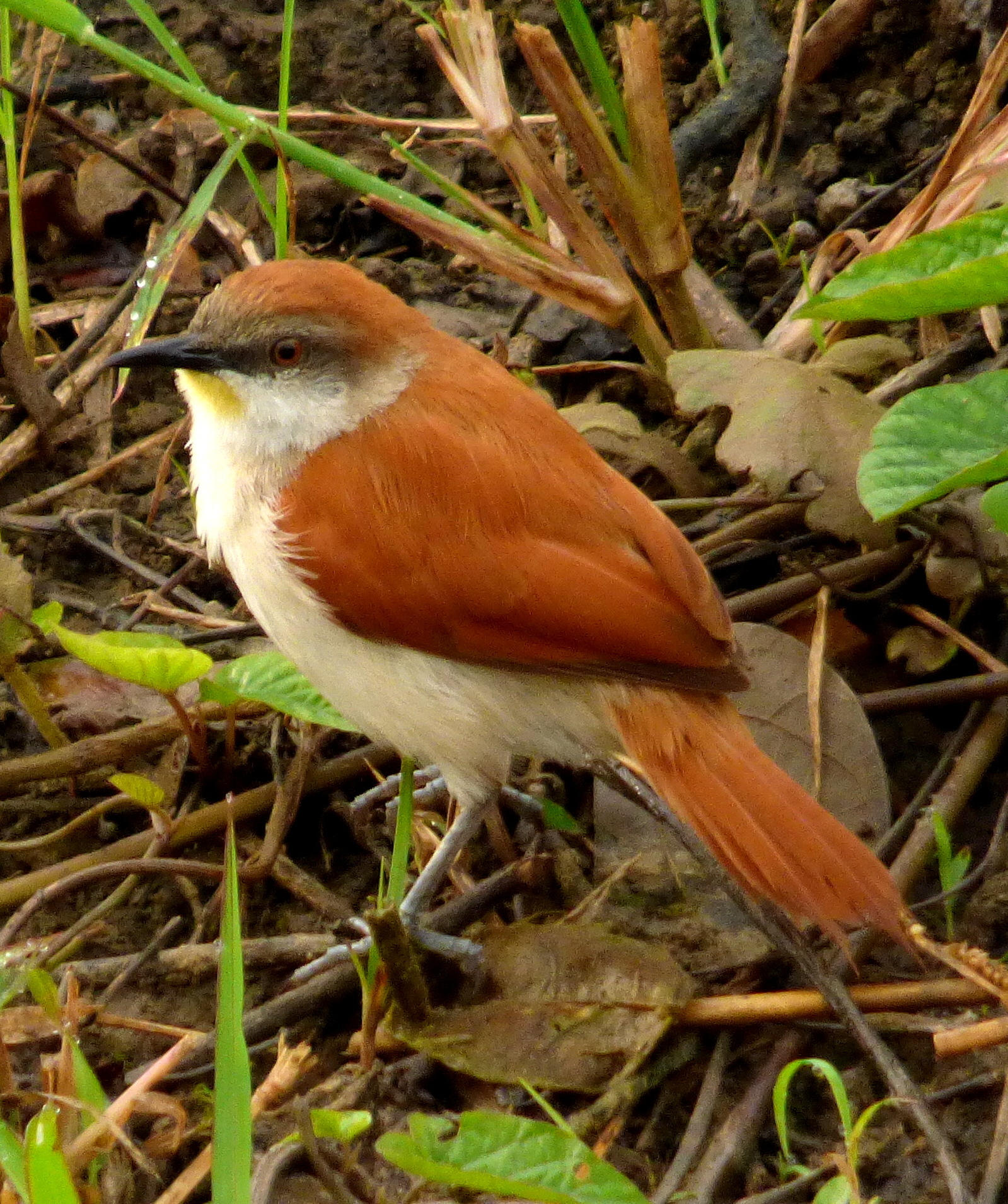
Curutié colorado
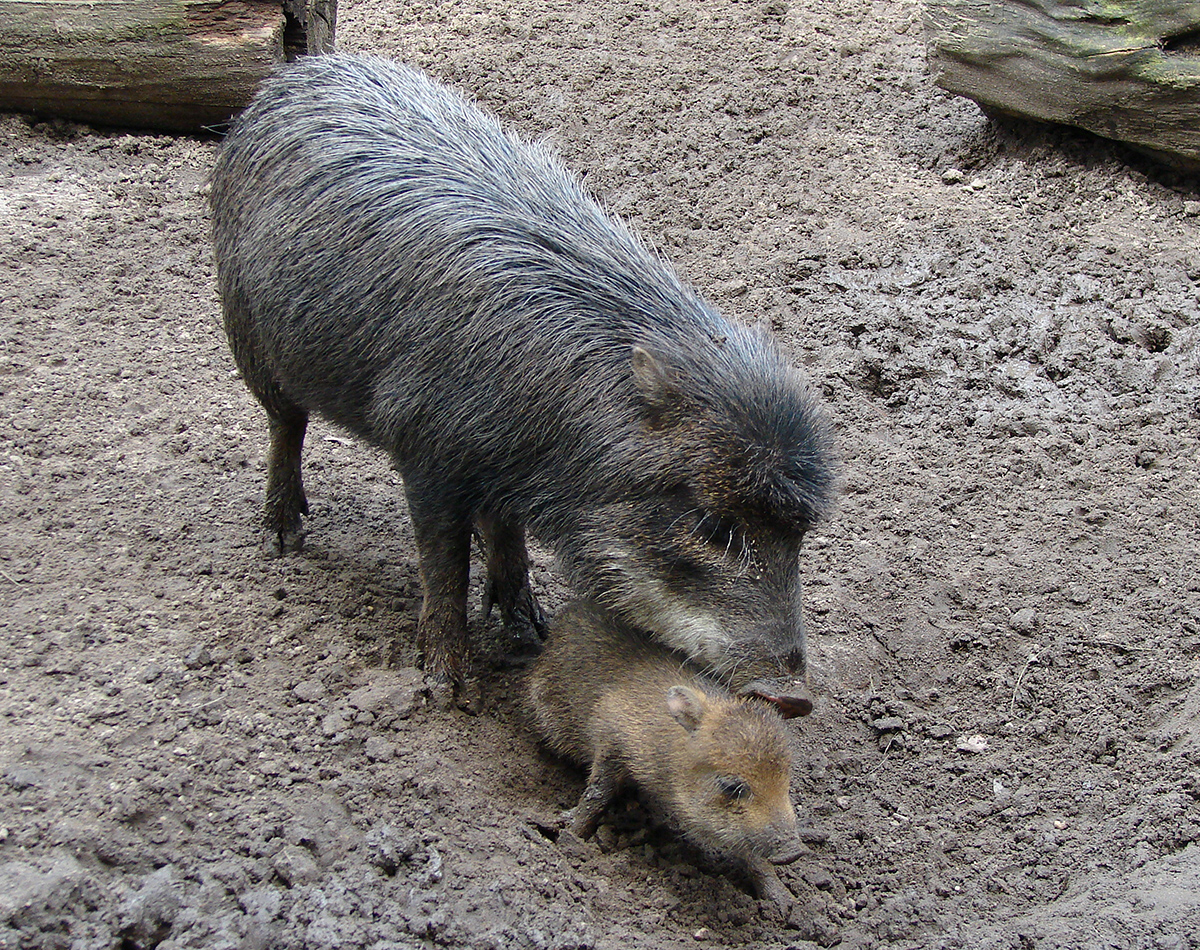
Pecarí
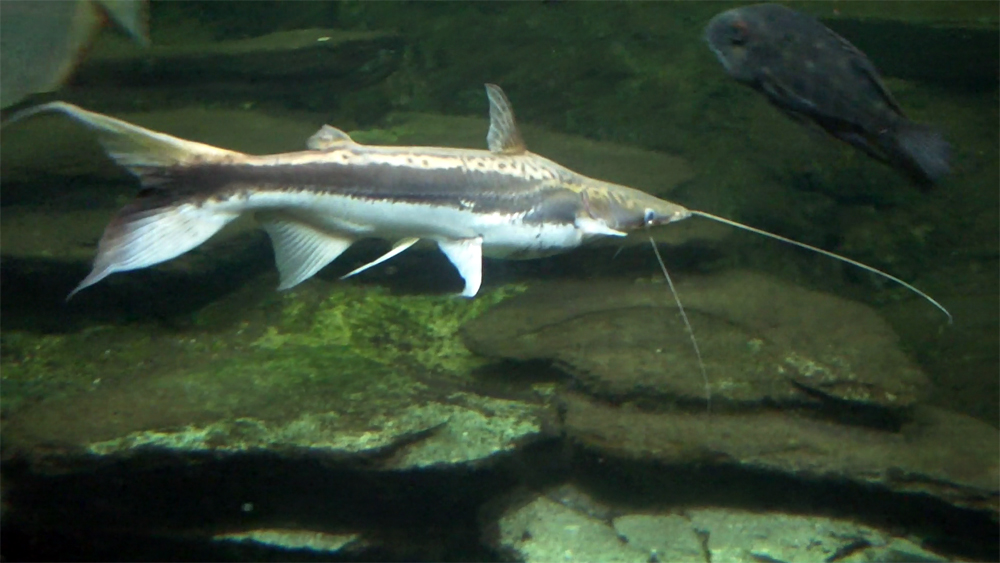
Bagre espátula

El cocodrilo del Orinoco tiende a consumir una mayor cantidad de alimentos durante la temporada de lluvias, en la estación seca la cual coincide con el período de cortejo y el cuidado de sus crías su apetito disminuye, los peces de mediano tamaño, hasta 35 cm de longitud mueren por la simple presión de las mandíbulas del cocodrilo del Orinoco, durante la ingestión de su alimento generalmente, el cocodrilo se encuentra en el agua mientras tiene al pez entre las mandíbulas en posición perpendicular a las mismas, acto seguido el cocodrilo abre y cierra sus mandíbulas repetidamente hasta que logra colocarlo en la región gular, entonces, saca su cabeza completamente fuera agua con el pez entre los dientes en un ángulo de hasta 30° con respecto al horizontal y engulle a su presa.

Esquema de un cocodrilo del Orinoco al tragar un pez.

### Técnicas de caza
Según Medem, el cocodrilo del Orinoco puede localizar a sus presas a 300 m de distancia, para capturar a sus presas puede utilizar varias técnicas de cacería, una de ellas es denominada «caza activa», la cual realiza estando constantemente en movimiento ya sea parcial o totalmente sumergido, durante la primera fase adopta una posición de «U» invertida en la que solo el tronco del animal está fuera del agua, acto seguido el cocodrilo comienza a oscilar de adelante hacia atrás y de izquierda a derecha, debido a esto también se mueve su cabeza, por último, extiende bruscamente su cuerpo en un intento de atrapar a su presa, la caza activa es observada principalmente en aguas poco profundas, esta técnica tarda entre 10 a 150 segundos desde la primera fase hasta la final.
Al final de la estación seca, en aguas poco profundas con una alta concentración de peces, el cocodrilo del Orinoco aplica método de caza llamado «corral corporal semicircular», durante este sólo la espalda y la parte superior de la cabeza del cocodrilo emergen del agua, el animal se coloca perpendicular a la orilla donde apoya su mandíbula, esta última sirve como un eje de rotación para el cocodrilo el cual comienza a curvarse a un lado mientras mueve su cola lateralmente hasta hacer un semicírculo con su cuerpo, así, al final de esta fase el cocodrilo se encuentra totalmente curvado, con su cabeza y cola tocando el fondo, logrando así encerrar algunos peces en este espacio, luego gira lentamente la cabeza con la boca abierta hacia el interior del semicírculo con el fin de atrapar algunos peces. Cuando caza mamíferos de tamaño medio, como un capibara, un venado de cola blanca o un pecarí, utiliza una técnica para empujarlos hacia su boca realizando un brusco golpe lateral con su cola.
También es capaz de atrapar a sus presas en el aire, por ejemplo, los peces del género Pseudoplatystoma al tratar de huir del peligro, también insectos voladores como libélulas o pájaros cantores como el curutié colorado, además es capaz de regurgitar una sustancia oleaginosa que utiliza para atraer peces pequeños. Durante la estación seca, el cocodrilo del Orinoco también puede acudir a alimentarse a los lugares más estrechos del cauce, donde los bancos de peces pasan más apretados, en esas ocasiones permanece inmóvil con la boca abierta esperando a que las presas pasen entre sus mandíbulas para atraparlas en una rápida mordida, esta técnica tiene una efectividad cercana al 100 %.  El cocodrilo del Orinoco también practicá la caza submarina, sin embargo, Antelo fue incapaz de observar la técnica concreta utilizada por el animal, solo pudiendo ver cuando emergía del agua con una presa entre sus mordazas.

Fases de la técnica de «Caza Activa».
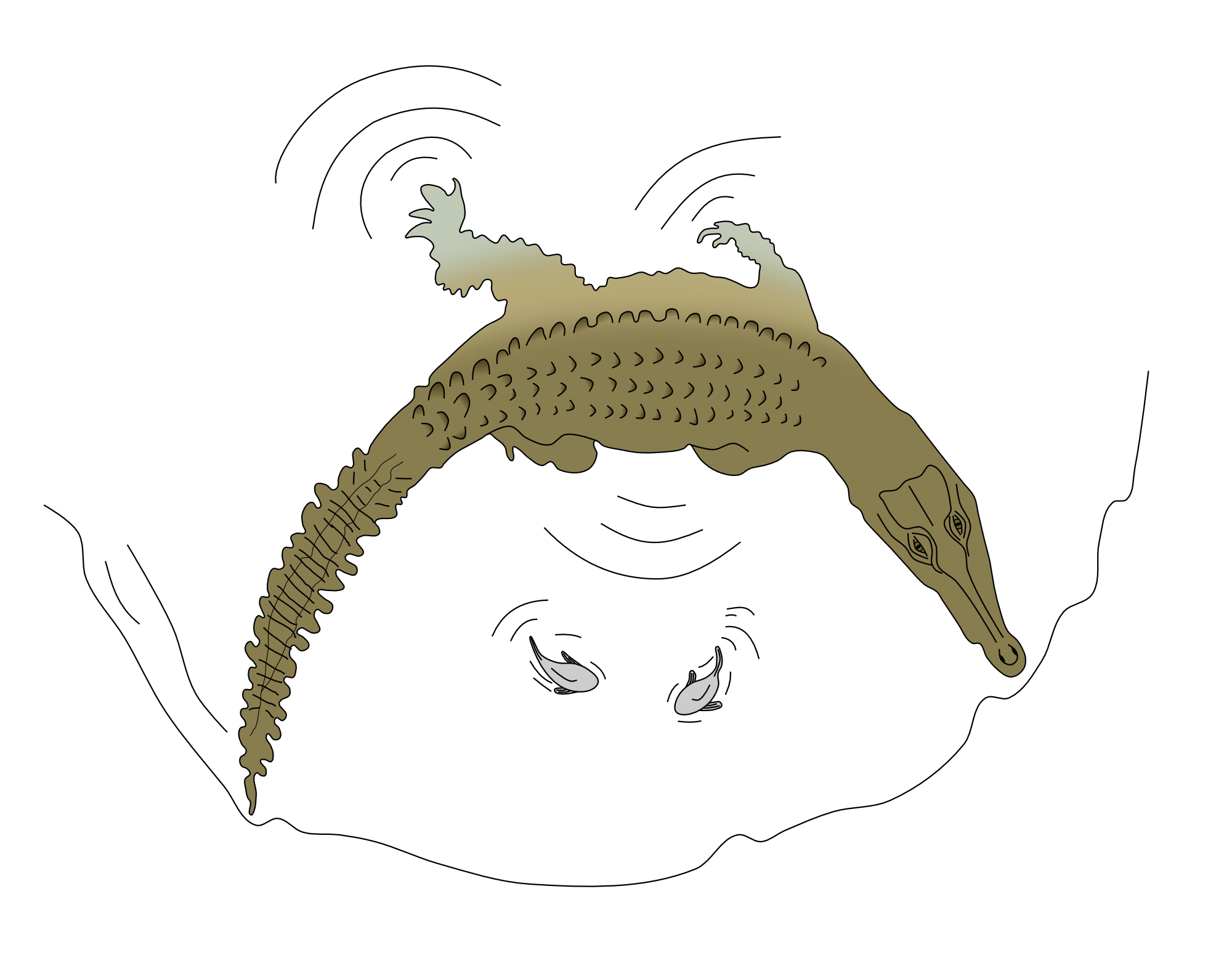
Técnica del «Corral Corporal Semicircular».

### Termorregulación

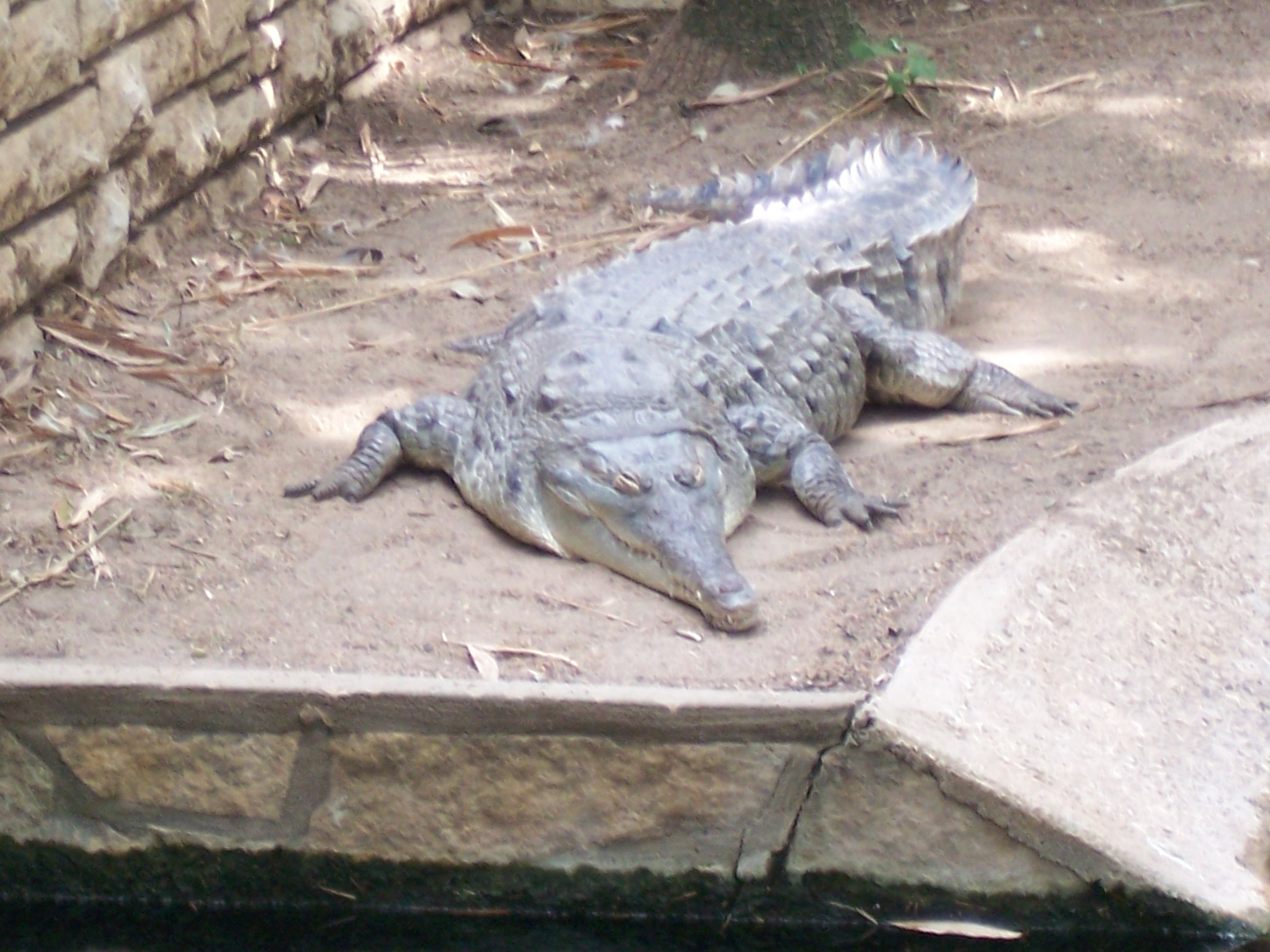
Crocodylus intermedius.

Los cocodrilos son ectotérmicos, por lo que dependen de fuentes externas para regular su temperatura corporal, el calor del sol es el principal medio de calentamiento para los cocodrilos, mientras que la inmersión del animal en el agua puede o bien permitirle elevar su temperatura por conducción, o enfriarse cuando se calienta demasiado, es a través de su comportamiento que los cocodrilos regulan su temperatura de manera más efectiva.
Fue necesario un estudio de Rafael Antelo en 2008 para obtener información más precisa sobre la termorregulación del cocodrilo del Orinoco, durante la estación seca el cocodrilo del Orinoco experimenta dos picos de actividad durante el día; el primero entre las 9 a. m. y 12 p. m. y el segundo entre 3 p. m. y las 6 p. m., generalmente comienzan a salir del agua a las 9 a. m. cuando la temperatura del aire es superior o igual a la del agua, por lo cual se observa un mayor número de cocodrilos calentándose en el sol entre las 11 a. m. y 12 p. m., al mediodía tienden a entrar en el agua para evitar las altas temperaturas del aire, luego emergen generalmente entre las 3 p. m. y 5 p. m., para volver al agua después de las 5 p. m. cuando la temperatura del aire es menor a la del agua. Durante la temporada de lluvias, cuando las temperaturas son más bajas especialmente durante el mediodía, los dos picos de actividad observados durante los períodos secos tienden a desaparecer, debido a las temperaturas del aire más suaves pueden mantenerse fuera del agua por más tiempo. El cocodrilo del Orinoco toma el sol más en la estación seca que durante la época de lluvias, Antelo explica esto por el hecho de que la amplitud térmica es mayor en el período seco, lo que resulta en menores temperaturas del agua en la mañana, entonces el reptil se ve obligado a descansar más tiempo al sol para aumentar su temperatura corporal.
Durante la estación seca cuando el nivel del agua baja, los cocodrilos suelen resguardarse en cavidades naturales, generalmente causadas por la erosión de barrancos a lo largo de las orillas del ríos, con el fin de pasar las horas más calurosas del día para luego retirarse al anochecer, la entrada de estas cavidades se encuentra inicialmente bajo la superficie del agua, pero con la caída del nivel de los ríos se hace visible, cuando la entrada se vuelve demasiado alta con respecto al nivel del agua el cocodrilo puede verse forzado a cavar una nueva debajo, cuando no hay barrancos puede cavar un hoyo en el suelo debajo de las raíces de los árboles en la orilla.

### Comunicación

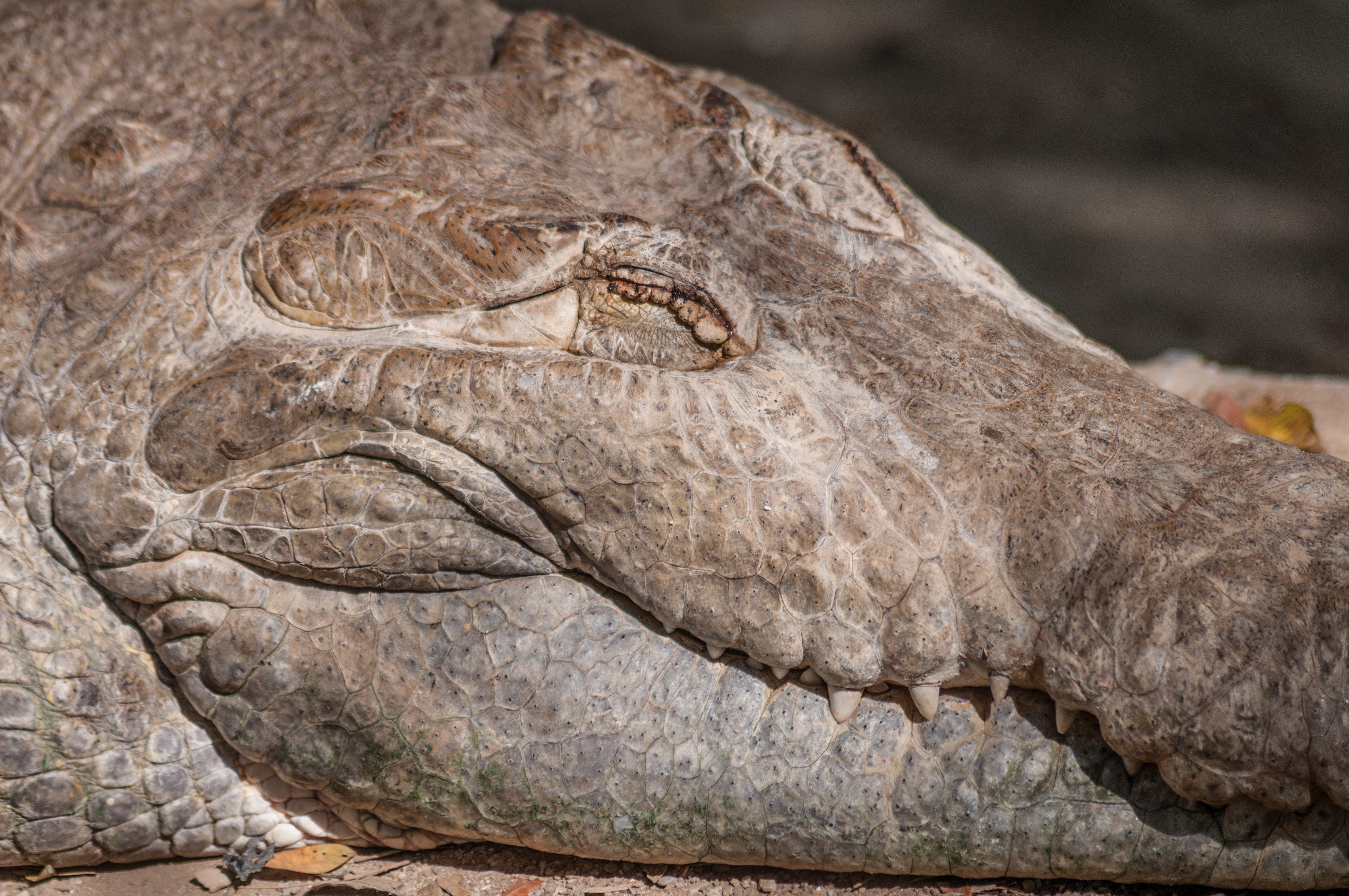
Cocodrilo del Orinoco.

Para el cocodrilo del Orinoco los sonidos representan el medio más importante para interactuar con otros individuos de su especie. Hay diferentes tipos; el «ronquido» es un sonido grave y gutural, de amplio rango sonoro (de 200 a 300 metros) y dura menos de un segundo. Lo produce con la boca abierta y con la cabeza inclinada a 30° por encima del agua. Por lo general lo realiza de forma secuencial de 3 a 6 ronquidos, este sonido se utiliza durante el cortejo y para marcar su territorio. El «gruñido», es un sonido gutural de corto alcance (de 10 a 20 metros) principalmente usado como método de intimidación, este tiene dos variantes; La primera es un gruñido emitido con la boca cerrada, que puede durar hasta cinco segundos, el sonido disminuye en intensidad a medida que exhala aire. La segunda variante se trata del gruñido con la boca abierta, es usado principalmente en caso de una amenaza, en esta variante, el sonido se vuelve menos grave y dura menos de un segundo, ya que el aire es repentinamente expirado, también puede venir precedido de un gruñido con la boca cerrada o un siseo.
El cocodrilo del Orinoco también emite «siseos», este sonido, de corto alcance y de hasta cinco segundos se lleva a cabo al exhalar aire por la boca mientras esta se encuentra cerrada. Lo producen especialmente las hembras cuando defienden sus nidos o sus crías. Cuando el siseo se realiza bajo el agua, se crean burbujas que explotan en la superficie, formando una especie de «burbujeo». Esto es sobre todo un comportamiento usado para defender su territorio y para el cortejo. El cocodrilo del Orinoco también puede usar sus mandíbulas con el fin de intimidar o atacar. Mediante el cierre de su boca bruscamente, produciendo un «chasquido de mandíbulas» que se escucha a una distancia de (10 a 30 metros). Este chasquido de mordazas puede ser precedido por un siseo o gruñido con la boca cerrada, y puede ser realizado tanto en el agua como en la tierra. Cuando quiere defender su territorio, mientras está sumergido, puede producir un «géiser nasal» expulsión de agua y aire a través de sus fosas nasales, provocando un sonido de corto alcance (de 5 a 10 metros).
Las crías de cocodrilo producen sonidos estridentes y repetitivos de menos de un segundo. Hay dos variantes, la primera es una «llamada de auxilio» producida por los individuos menores de 18 meses que provoca una respuesta defensiva en los adultos, aunque no exclusivamente ligada a madre-hijo. La segunda variante, de tono ligeramente más grave, es el «sonido de contacto» con la que informan de su presencia a su madre y a otras crías para permanecer unidas. En 2015, un estudio realizado por investigadores estadounidenses, franceses, sudafricanos y venezolanos en el cual se grabaron estos sonidos en cocodrilos de las especies (cocodrilo del Orinoco, cocodrilo del Nilo, aligátor americano y caimán de anteojos) de diferentes edades y tamaños tanto en la naturaleza como en cautividad. Un análisis detallado de la estructura acústica de estas señales sonoras mostró que la llamada de todas estas especies se asemeja y se hace más grave conforme el joven crece. En experimentos realizados con las hembras en la naturaleza, se observó que reaccionan a las llamadas de las crías más pequeñas, pero que no responden a los jóvenes más grandes.
Cuando el cocodrilo está en tierra o cuando solo tiene su cola en el agua y necesita responder agresivamente a una amenaza, puede realizar un «movimiento súbito de cola», que consiste en un movimiento repentino, lateral y ondulatorio. Durante el cortejo, la hembra y el macho generalmente culminan el acto con un «roce de mandíbulas, cuello y flancos». El cocodrilo del Orinoco también pueden adoptar una postura intimidante denominada «cuerpo inflado» que consiste en inhalar aire y acumularlo en sus pulmones temporalmente para aumentar su volumen. Esta técnica es utilizada sobre todo por las hembras para defender su crías.
Aunque la mayoría de las pautas sociales relacionadas con la comunicación corporal son comunes en machos y hembras, cuatro son exclusivas de los machos ya que las utilizan para defender su territorio y también durante el cortejo: la «cola arqueada», «meneo de cola», «vibraciones dorsales subaudibles» y «golpe al agua con la cabeza». Cuando el macho se sumerge en el agua y solo muestra su cabeza, puede tener la cola arqueada de modo que la parte superior de esta también salga del agua. Frente a otro macho, también puede realizar un meneo lateral de cola cuando se encuentra con la cola arqueada. Por otra parte, puede emitir vibraciones dorsales subaudibles que producen burbujas que rompen la lámina de agua circundante o producir un golpe con su cabeza sobre la superficie del agua. Entonces, golpea superficie del agua con su mandíbula inferior y cierra su boca al mismo tiempo, produciendo un sonido seco que se puede oír a más de cien metros de distancia.
|                                      | Visual | Sonoro | Táctil | Macho | Hembra |
| Ronquido                             |        | X      |        | X     | X      |
| Gruñido                              |        | X      |        | X     | X      |
| Siseo                                |        | X      |        | X     | X      |
| Burbujeo                             | X      | X      |        | X     | X      |
| Chasquido de mandíbulas              | X      | X      |        | X     | X      |
| Géiser nasal                         | X      | X      |        | X     | X      |
| Llamada de auxilio                   |        | X      |        | X     | X      |
| Sonido de contacto                   |        | X      |        | X     | X      |
| Cola arqueada                        | X      |        |        | X     |        |
| Movimiento súbito de cola            | X      |        |        | X     | X      |
| Roce de mandíbulas, cuello y flancos |        |        | X      | X     | X      |
| Cuerpo inflado                       | X      |        |        | X     | X      |
| Meneo de cola                        | X      |        |        | X     |        |
| Vibraciones dorsales subaudibles     | X      | X      |        | X     |        |
| Golpe al agua con la cabeza          | X      | X      |        | X     |        |

### Locomoción
En tierra, el cocodrilo del Orinoco utiliza dos modos para trasladarse: andar y galopar. El andar se observa cuando el cocodrilo sale del agua para solearse, al moverse de un cuerpo de agua a otro o para buscar el emplazamiento de sus nidos, se mueve lentamente, camina de forma bípedo diagonal (es decir, colocando las extremidades anterior derecha / posterior izquierda y luego colocando las extremidades anterior izquierda / posterior derecha), este movimiento le permite avanzar y retroceder, también puede adoptar un andar rápido.
El cocodrilo del Orinoco también puede galopar, para ello, empuja con las patas traseras mientras que los miembros anteriores permanecen en el aire y absorben el impacto al momento de la caída. En ejemplares adultos, es un movimiento explosivo y típicamente lo repiten dos o tres veces y, a diferencia de los especímenes más jóvenes, el golpe es absorbido por las patas delanteras y el pecho. Al galopar solo las patas traseras juegan un papel motriz, este tipo de locomoción se puede observar cuando el cocodrilo quiere subir una pendiente muy empinada o cuando una hembra quiere proteger su nido o a sus crías.
Al nadar, el cocodrilo del Orinoco adopta una posición fusiforme, con las extremidades pegadas al cuerpo, mientras agita la cola de un lado al otro para avanzar. Cuando la profundidad lo permite, también puede propulsarse con las patas traseras, que mueve alternativamente.

## Sistemática

### Etimología y taxonomía
El término latino crocodilus proviene de la palabra griega krokódilos formada sobre las raíces króke («guijarro, canto») y drilos («gusano»), literalmente para los griegos, «el gusano que se tumba en los cantos (a tomar el sol)». Inicialmente la palabra krokódilos hacia mención a una lagartija, pero luego su significado se amplió para hacer alusión a los reptiles que habitan a orillas del río Nilo en Egipto. El apelativo intermedius, evoca la forma del hocico más ancho que el del gavial, pero más estrecho que el de otros miembros del género Crocodylus.
El cocodrilo del Orinoco fue descrito por primera vez en 1819 por Louis Graves sobre la base de un único ejemplar que media unos nueve pies de largo. Graves señaló que la cabeza es más ancha y el hocico más estrecho que otras especies del orden Crocodilia, a excepción del gavial del Ganges (Gavialis gangeticus). Llamó a esta especie intermedius para enfatizar el hecho de que su aspecto externo es mediano entre el de la familia Gavialidae y Crocodylidae. La documentación sobre los cocodrilos del Orinoco ha sido objeto de algunos errores. Según Medem (1958), la primera descripción detallada la proporcionó Mook en 1921, a partir del cráneo de un ejemplar joven, mientras que De Sola (1933) y Wermuth (1953), fueron los primeros en tomar fotografías un ejemplar joven de esta especie. Sin embargo en los tres casos se trata de un Crocodylus cataphractus.

### Ubicación en la familia
El cocodrilo del Orinoco (Crocodylus intermedius) es una especie de cocodrilo de la familia Crocodylidae.
Las comparaciones morfológicas y fósiles realizadas a finales de 1990 sobre el género Crocodylus colocan al Crocodylus palustris como el basal del clado. El género se divide en dos ramas: los cocodrilos del Indo-Pacífico, y los cocodrilos del Nuevo Mundo a los que pertenece el cocodrilo del Orinoco. El cocodrilo del Nilo (Crocodylus niloticus) es el basal de los cocodrilos del Nuevo Mundo. El fósil más antiguo perteneciente al género Crocodylus data del mioceno superior.

En 2011, un estudio basado en el análisis mitocondrial de todas las especies del género Crocodylus proporciona resultados similares. El Crocodylus palustris forma la basal del clado. Los análisis genéticos confirman la monofilia de las especies de Asia y Australia y la parafilia del cocodrilo del Nilo. Las especies del Nuevo Mundo, se encuentran en la misma rama que el cocodrilo del Nilo, y están particularmente relacionadas con las poblaciones salvajes de África oriental. Los recursos paleontológicos cruzados con los análisis genéticos apuntan a una migración reciente, tal vez durante el plioceno, del Crocodylus al Nuevo Mundo desde África.

## El cocodrilo del Orinoco y el hombre

### Población

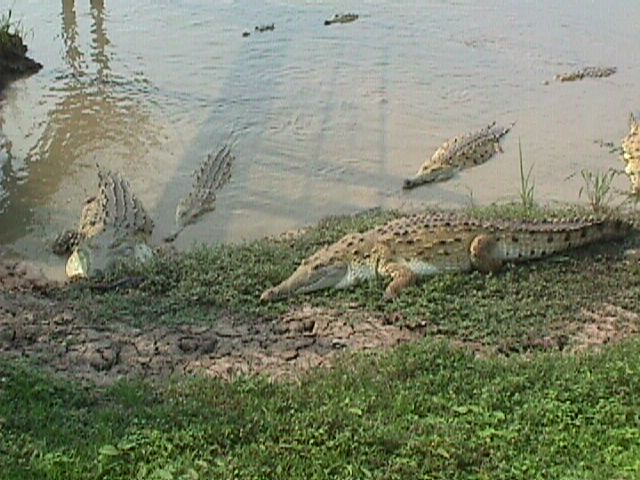
Criadero de cocodrilos del Orinoco en los Llanos venezolanos.

El cocodrilo del Orinoco es una especie en peligro crítico de extinción, sus principales poblaciones están localizadas en los ríos Tucupido en el estado Portuguesa, Capanaparo en el estado Apure, el embalse de Camatagua en el estado Aragua y en los ríos Cojedes y Sarare en el estado Cojedes. Se estima la población de Venezuela en unos 1500 cocodrilos, repartidos en pequeños grupos, mientras que en Colombia se considera que la especie está al borde de la extinción quedando unos 200 ejemplares. Sin embargo, en enero del 2013 el ministro venezolano de medio ambiente Cristóbal Francisco Ortiz indicó que para el año anterior (2012) la población de cocodrilos del Orinoco se había incrementado en Venezuela hasta llegar a los 6173 ejemplares aproximadamente, gracias a los esfuerzos de conservación. Un estudio llevado a cabo en el año 2009, con el fin de evaluar la abundancia y estructura poblacional de la especie en el sistema del río Cojedes en Venezuela, detalla que la especie es más abundante en el sector de Batea-Confluencia, con valores de 7,79 y 6,27 individuos por km², mientras que las densidades más bajas se registraron en Merecure-Caño Amarillo con una media de entre 1,13 y 0,4 individuos por km². Respecto a la estructura poblacional se determinó que está compuesta principalmente por individuos jóvenes de entre 60 y 119,9 cm de longitud, seguidos por individuos adultos de más de 240 cm.

### Amenazas
Entre 1930 y 1960 la explotación comercial diezmó las poblaciones de cocodrilos del Orinoco en gran parte de su área de distribución. Rafael Antelo, director de la Fundación Palmarito dedicada a la cría y estudio de esta especie señala que, «la belleza de estos animales y sus pieles pronto suscitó la avidez de los comerciantes». En 1929 la industria peletera, se establece en el delta del Orinoco para la caza de caimanes y cocodrilos, según Antelo, en San Fernando de Apure, uno de los centros de suministro de pieles de Venezuela, se vendieron entre 3000 y 4000 pieles diariamente entre 1931 y 1934. En 1931, el comercio de pieles de cocodrilo en Venezuela alcanzó su punto máximo con 730 401 kg vendidos, se estancó hasta 1934 y disminuyó rápidamente a 2400 kg en 1963. Basados en datos de este comercio ilícito, Antelo estima que para esa época había por lo menos tres millones de estos animales a lo largo de la cuenca del Orinoco. Lo que indica, que este cocodrilo fue cazado casi hasta el exterminio para satisfacer la demanda global de botas, abrigos, bolsos y otros artículos de piel de cocodrilo. De acuerdo con científicos de la Estación de Biología Tropical Roberto Franco de Villavicencio, todavía existían muchos especímenes de esta especie a principios de 1960.

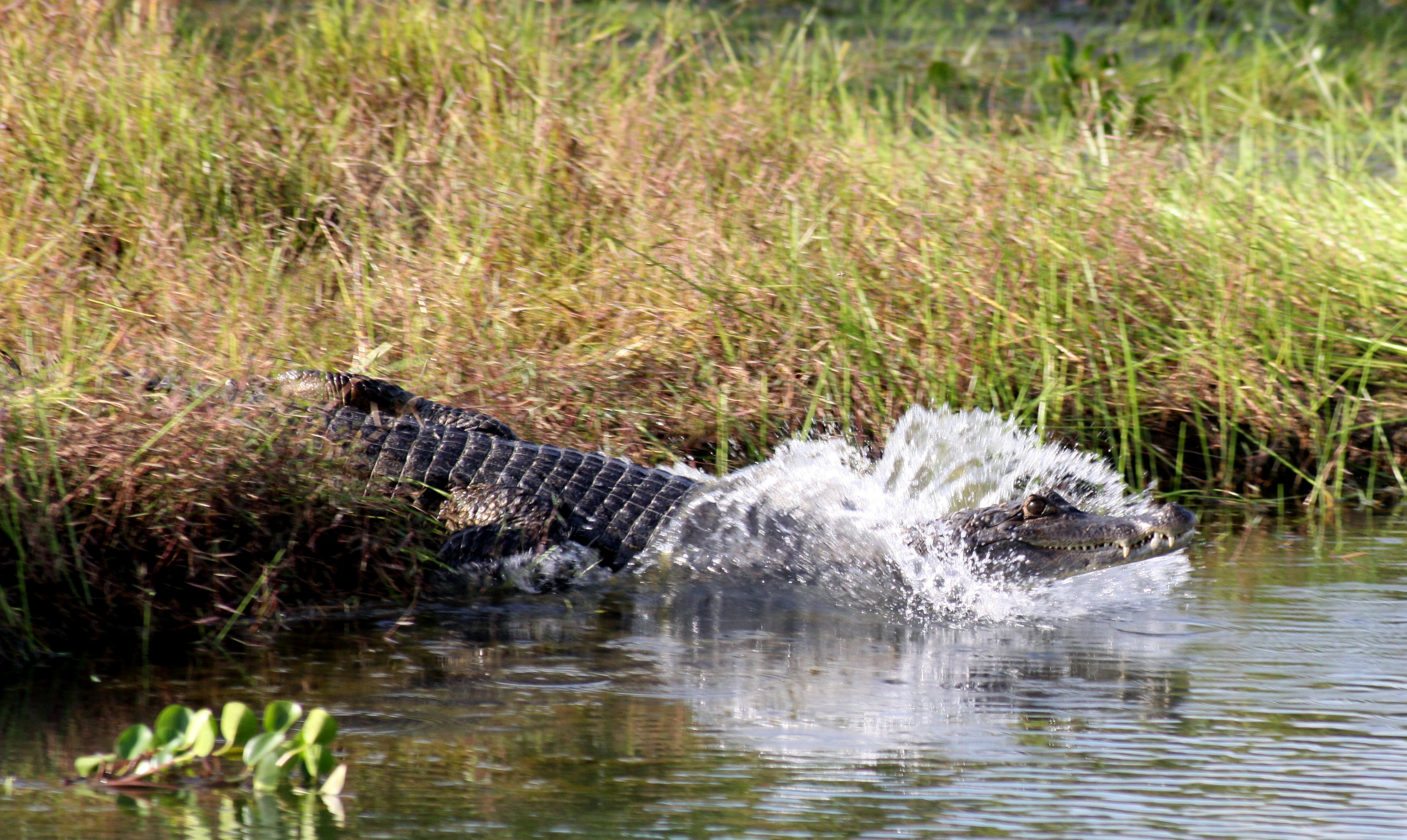
Cocodrilo del Orinoco.

Actualmente, la principal amenaza para la especie es la destrucción de su hábitat. La mayor población conocida, ubicada en los ríos Cojedes y Sarare en el estado Cojedes, está amenazada por el desarrollo de un sistema de canales que forma parte de proyectos para el desarrollo agrícola, y se estima que el hábitat natural remanente puede ser destruido en menos de tres años. En otras zonas, los ríos se encuentran bajo la influencia de actividades mineras, agrícolas e industriales, lo que ha producido la contaminación de sus aguas y la reducción de los hábitats utilizables para esta especie. Adicionalmente, el saqueo de nidos para extraer los huevos con fines de subsistencia y la venta de crías de cocodrilos a turistas, son actividades que cobran importancia como factores de riesgo, especialmente si se considera el tamaño reducido de las poblaciones actuales. Por otra parte, algunos cocodrilos son atrapados accidentalmente en redes de pesca a las que son atraídos por los peces capturados. Si al momento de recoger las redes los cocodrilos todavía se encuentran vivos, son generalmente ofrecidos para la venta, pero en caso de que mueran ahogados, son desollados y las pieles vendidas. Tratándose de una especie en peligro crítico de extinción según criterios de la Lista Roja de la UICN el cocodrilo del Orinoco fue incluido en el Apéndice I del CITES y está bajo régimen de protección especial tanto en Venezuela como en Colombia.
Aunque esta especie está protegida desde 1970, su población está disminuyendo y fragmentándose de manera constante. Su hábitat en los ríos también está contaminado debido a las actividades humanas. Además, los cocodrilos son asesinados cuando entran en conflicto con los humanos, mientras que la caza ilegal es cada vez mayor. Por otra parte, algunas personas siguen consumiendo huevos de cocodrilo, creyendo equivocadamente que les ayuda a mejorar su estado general de salud o su sexualidad.

### Conservación

#### Medidas de conservación en Colombia

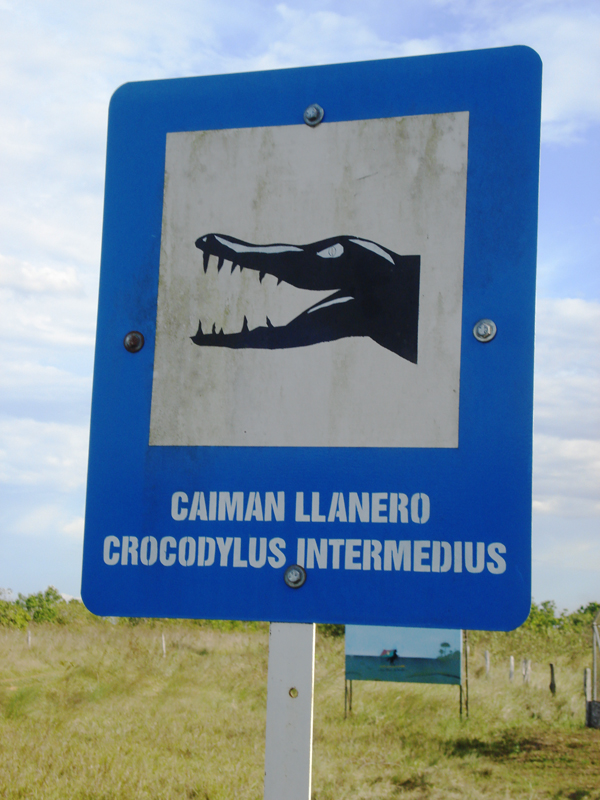
Cartel de advertencia sobre la presencia de cocodrilos del Orinoco en Orocué.

Federico Medem es el primero en advertir sobre la amenaza que representa la caza intensiva con fines comerciales. Un estudio llevado a cabo entre 1974 y 1976, detecta la presencia de solo 280 ejemplares adultos en los ríos Arauca, Casanare, Meta y Vichada, en un área que representa una superficie de 252 530 km². Estimando el total de la población colombiana en menos de 1000 ejemplares, Medem decide iniciar un programa de conservación a través de la cría en cautividad de cocodrilos.
A pesar de las disposiciones legales adoptadas a finales de 1960 y durante los años 1970 para proteger al cocodrilo del Orinoco, un nuevo estudio 1994-1995 indica que la situación ha empeorado. El 21 de julio de 1997, de acuerdo con el decreto 676 del Ministerio de Medio Ambiente de Colombia, el cocodrilo del Orinoco es declarado una especie en peligro de extinción en Colombia. En este país, es oficialmente la primera especie en esta posición. Esta decisión del Ministerio se basa en el deterioro del hábitat del cocodrilo del Orinoco, las quemas, la desecación de los pantanos, alteración en el cauce de los ríos, la caza intensiva, la recolección de huevos y neonatos en la naturaleza y la destrucción de los nidos.
En 1998, con el apoyo del Instituto Humboldt, la Universidad Nacional de Colombia y otras organizaciones públicas y privadas, el gobierno colombiano inició el Programa Nacional para la Conservación del Caimán Llanero (PROCAIMAN). Con una duración de al menos diez años durante su primera fase, el programa tiene por objetivo prevenir la extinción del cocodrilo del Orinoco en Colombia, promover la recuperación de la especie en su hábitat natural y permitir su conservación a largo plazo. Para ello, se proponen seis acciones clave: recuperación de huevos y neonatos, implementación de una infraestructura para dar cabida a 2500 individuos, identificación de hábitats potenciales para la reintroducción, definir protocolo de reintroducción, realizar monitoreos a las poblaciones reintroducidas y un intercambio internacional entre Colombia y Venezuela para la preservación conjunta de esta especie.  En diciembre de 2007, había aproximadamente 220 cocodrilos del Orinoco cautivos en Colombia, la mayoría de ellos en la Estación de Biología Tropical Roberto Franco (EBTRF) en Villavicencio. El desarrollo del proyecto in situ se convierte en una prioridad absoluta en Colombia desde 2014, mientras que las iniciativas anteriores se centraron en la conservación ex situ.
El cocodrilo del Orinoco forma parte del «Proyecto Vida Silvestre», un programa lanzado en 2014 que tiene como objetivo proteger las especies salvajes de los Llanos de Colombia. El 27 de mayo de 2015, se liberan por primera vez en Colombia, un total de 21 cocodrilos del Orinoco, con un tamaño de entre 82 y 170 cm, en el Parque nacional natural El Tuparro en Vichada, a través de este proyecto patrocinado principalmente por Ecopetrol, Wildlife Conservation Society (WCS), la Unidad Administrativa Especial del Sistema de Parques Nacionales Naturales y la Fundación Palmarito. Entre esta primera liberación y febrero de 2016, se liberaron un total de 41 ejemplares en el parque nacional natural El Tuparro, algunos de los cuales fueron equipados con un radiotransmisor.

#### Medidas de conservación en Venezuela

Número de cocodrilos del Orinoco liberados en Venezuela entre los años 1990 y 2014.

El 4 de abril de 1973, se emite un decreto en Venezuela, el cual prohíbe la caza de muchas especies incluyendo al cocodrilo Orinoco. En 1979, esta decisión es ratificada por medio de una resolución presidencial. También se están implementando varias estrategias de conservación, incluyendo un programa de cría en cautividad que comenzó a mediados de 1980. A través del decreto n.º 2702 de 1989 se crea el Refugio de Fauna Silvestre Caño Guaritico. Esta área protegida sirve como un proyecto piloto para la reintroducción de cocodrilos criados en cautiverio a su hábitat natural. En 1993, el Grupo de Especialistas en Cocodrilos de Venezuela (GECV) crea un plan de acción para la conservación del cocodrilo del Orinoco para el período 1994-1999, por su parte Ministerio de Medio Ambiente de Venezuela publica en 1994 una hoja de ruta para la conservación del caimán del Orinoco  y promueve el Zoocriadero del Caimán del Orinoco en la Agropecuaria Puerto Miranda-Guárico.
También están surgiendo algunas iniciativas privadas, como la Estación Biológica del Hato el Frío, al norte del estado Apure, fundada en 1973 por iniciativa de Javier Castroviejo, doctor en biología por la Universidad Complutense de Madrid. En 1987, cuando la estación biológica inicia un plan de reproducción de cocodrilos del Orinoco, solo había dos grandes poblaciones de estos reptiles en el país, de aproximadamente 500 individuos cada una. Ubicadas en los ríos Cojedes y Capanaparo. Desde 1989 y hasta 2008, los cocodrilos nacidos en cautiverio se han liberado en el caño Guaritico durante el mes de mayo. En total, 2311 reptiles han sido puestos en libertad durante este periodo. Sin embargo, en 2009, la Estación Biológica del Hato El Frío se expropió, a raíz de un decreto del entonces presidente de Venezuela Hugo Chávez dictado el 31 de marzo del mismo año en el que se ordenó la «adquisición forzosa de los bienes muebles e inmuebles; así como las bienhechurías que conforman el fundo conocido como Hato El Frío [...] en aras de garantizar la seguridad agroalimentaria de la población venezolana actual y de sus generaciones futuras».
Según Seijas (2011), entre 1990 y 2010, se liberaron más de 7600 cocodrilos del Orinoco en Venezuela. Ricardo G. Babarro asegura que fueron liberados 9282 ejemplares entre 1990 y 2014. Además, un gran número de especímenes se encuentran en cautividad en proyectos de cría en Venezuela. Desde principios de 1990, muchas crías se han liberado en ranchos privados y en parques nacionales venezolanos. Mientras que en Venezuela continúan seis programas de cría en cautiverio, muchos se enfrentan a la falta de fondos o personal, así como a conflictos entre instituciones públicas y privadas.

#### Otras medidas de protección

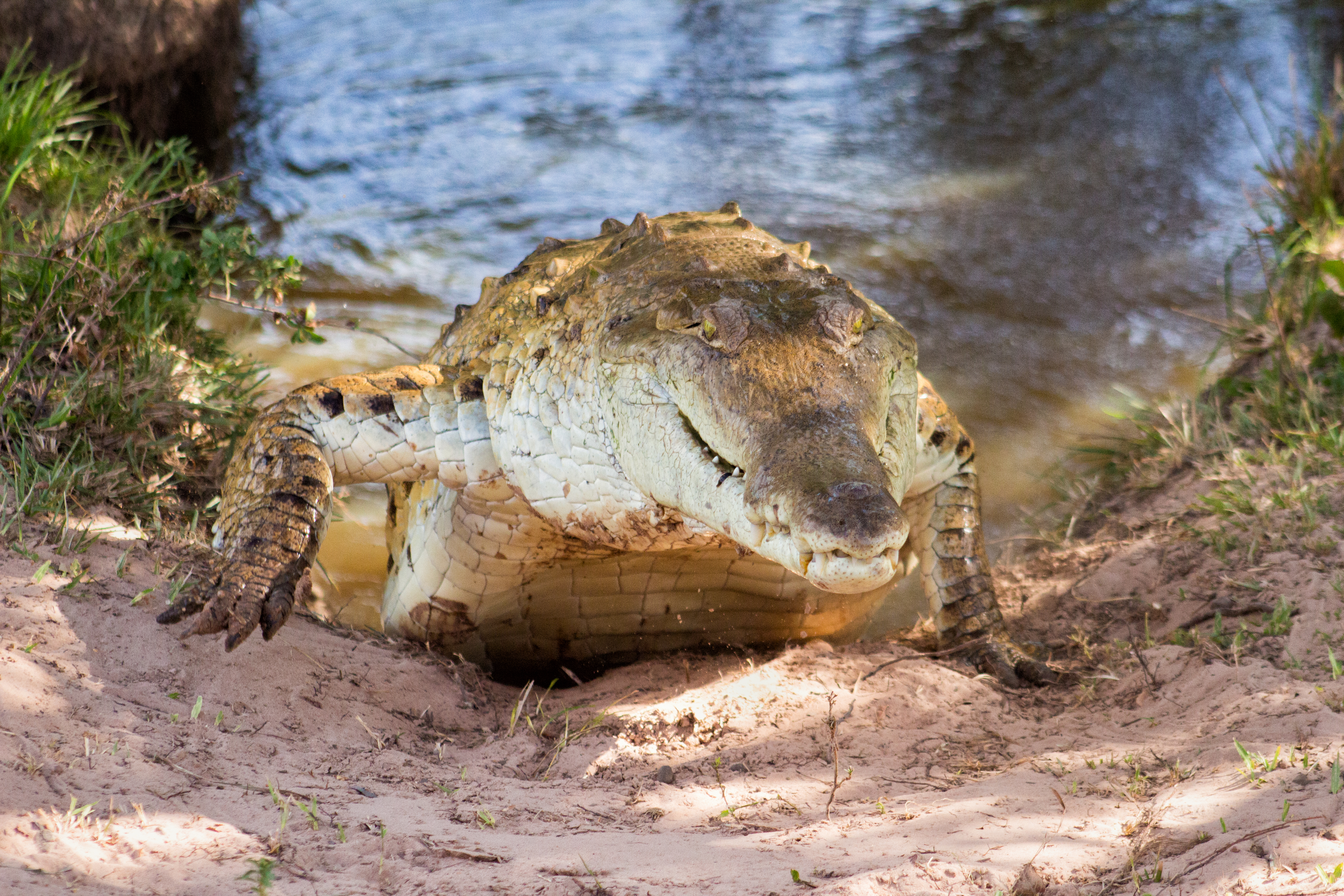
Cocodrilo del Orinoco saliendo del agua.

Desde el año 1982, la Unión Internacional para la Conservación de la Naturaleza (UICN) considera que el cocodrilo del Orinoco es una especie en peligro de extinción (EN). A partir de 1996, el cocodrilo del Orinoco aparece en la categoría de especies en peligro crítico de extinción (CR).
La Convención sobre el Comercio Internacional de Especies Amenazadas de Fauna y Flora Silvestres (CITES) prohíbe el comercio internacional, de esta especie en su apéndice I del 1 de julio de 1975. También se añade el cocodrilo del Orinoco al anexo A de los reglamentos comerciales de vida silvestre de la UE el 1 de junio de 1997. Sin embargo, según Andrés E. Seijas y Carlos Chávez (2000), a pesar de estos acuerdos legales, las poblaciones silvestres de cocodrilos solo han aumentado ligeramente.
En 2010, Michel Lacoste, hijo del fundador de la marca Lacoste, es atraído por Save your logo, un programa creado por el Fonds de Dotation pour la Biodiversité que propone a las grandes marcas comprometerse con el animal de su logotipo. Lacoste a continuación, se compromete a proteger a los cocodrilos mediante la financiación a Chelonia, una ONG española, por una suma de 150 000 euros durante tres años, con el fin de identificar también a los cocodrilos del Orinoco. Según el empresario francés, no se trata de utilizar un «medio de comunicación» para promocionar su marca, sino de mostrar su «responsabilidad social».

### Cultura

#### Para los indios

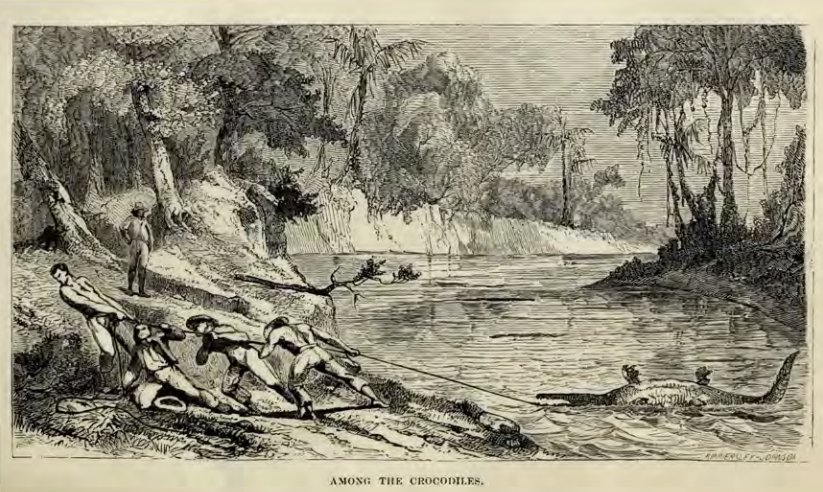
Ilustración Kinnersley Johnson representando la captura de un cocodrilo.

Joseph Gumilla, sacerdote del siglo XVIII que escribió acerca de la historia natural del Orinoco, relata el temor que inspiraba el enorme cocodrilo. «Es la ferocidad misma», escribió, «el aborto tosco de la mayor monstruosidad, horror de todo viviente; tan formidable que si el cocodrilo se mirase en un espejo, huiría temblando de sí mismo».
En ciertos viajes y crónicas, autores como Humboldt y Bonpland (1826, 1908), Codazzi (1841), Gumilla (1791) o Páez (1868), indican que el cocodrilo del Orinoco es parte de la dieta regular de los indígenas de los Llanos y posiblemente de los criollos o viajeros. Su carne, su grasa y sus huevos son utilizados como alimento por los indios Otomaques y Guamos.
A nivel médico, se observa que la grasa se utiliza como una cura para ciertas dolencias y enfermedades, tanto en humanos como en sus mascotas. Así Codazzi señala su uso para aliviar los síntomas del reumatismo, mientras que, según Páez, la grasa ayuda a curar las heridas de los caballos. Por su parte, Cisneros (1912), establece que los colmillos del cocodrilo del Orinoco tendrían virtudes contra el envenenamiento. Esto ya es señalado por Gumilla, quien encuentra que los indios Otomakes los venden a muy buenos precios como tratamiento contra hierbas venenosas y mordeduras de serpiente. También de acuerdo con Cisneros, el pene ayudaría a tratar el tétanos, mientras que la grasa podría tener efectos purgantes, además los nativos la usan para el lavado gástrico. Las virtudes antiespasmódicas de los dientes y el pene también son mencionadas por el Padre Antonio Caulín (1779). Por otra parte, Thorbjarnarson (1987), informa que los huevos y el pene de cocodrilo del Orinoco servirían como remedio para el asma. La grasa ayudaría a curar resfriados, así como contusiones y problemas en la piel de los caballos.
En la región de los Llanos, los indígenas generalmente decoran sus cuerpos con aceite obtenido de los huevos de tortuga (P. expansa), que luego es teñido de color rojo con onoto el fruto de la Bixa orellana. Sin embargo, Humboldt y Bonpland (1908), mencionan que cuando el aceite de tortuga se agota, los indios lo sustituyen por grasa de cocodrilo. Por otra parte, los colmillos de los cocodrilos del Orinoco son utilizados principalmente por las mujeres como adornos para decorar sus cuerpos. En el siglo XIX, los hombres de la tribu Piaroa hacían collares y pulseras con dientes de felino o cocodrilo. Algunas partes del cuerpo de cocodrilo también se utilizan para la decoración o como objetos de uso cotidiano entre los habitantes de los Llanos. Así Codazzi (1841), encuentra que la grasa se puede utilizar como combustible para las lámparas, mientras que Páez (1905), indica que los cráneos de los caballos y las cabezas de cocodrilo pueden servir como asientos.
El cocodrilo del Orinoco ocupa un lugar importante en modo vida de los grupos étnicos locales, ciertos productos de su cuerpo se utilizan como elementos ornamentales y místico-religiosos. También hacen algunas representaciones del cocodrilo en forma de manifestaciones místico-artístico-culturales, como figuras de piedra o arcilla.

#### Representaciones diversas
En la canción «Mercedes», el cantante venezolano Simón Díaz cuenta la historia de una chica atacada por un cocodrilo del Orinoco mientras nadaba en un río. Francisco Montoya se refiere a la fuerza y ferocidad de este cocodrilo en su canción publicada en 1967 «El Caimán de Boca Brava». Durante el carnaval de Guanare, capital del estado Portuguesa, debido a la existencia del cocodrilo del Orinoco en el embalse de Tucupido se celebran alegóricamente comparsas (grupos de danza folclórica).
El cocodrilo del Orinoco está representado en varios sellos postales. En 1986, se publican en Venezuela una serie de cuatro sellos sobre la flora y fauna venezolana, con el cocodrilo del Orinoco entre los animales publicados. Colombia hace lo mismo en 2015 con una serie de cuatro sellos sobre la biodiversidad endémica y amenazada de Colombia. En 2002, la República de Guinea publica una serie de cuatro sellos de cocodrilos entre los cuales se encuentra uno del cocodrilo del Orinoco.

## Anexos